# فهرست آثار ابوالحسن صبا

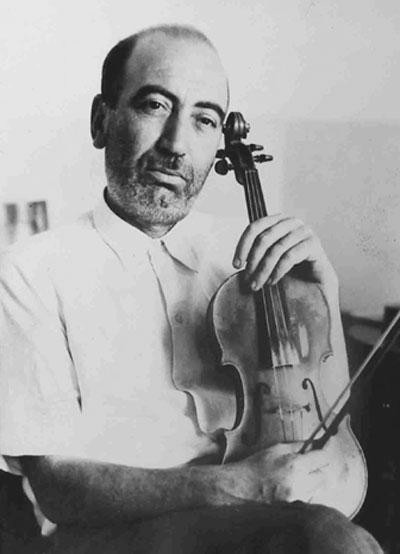
ابوالحسن صبا

فهرست آثار ابوالحسن صبا فهرستی از آثارِ شنیداری و مکتوبِ ابوالحسن صبا، موسیقی‌دانِ ایرانی، است. صبا در طول زندگی و فعالیت‌های هنری خود در آثار موسیقی متعدد و متنوعی حضور داشته‌است. این آثار مجموعه‌ای از کتاب‌ها، مقاله‌ها، آثار آهنگسازی و آثار نوازندگیِ صبا را دربردارد.
ابوالحسن صبا نخستین کتاب آموزشی خود را با عنوان دورهٔ اول ویلن در سال ۱۳۲۳ ه‍. خ منتشر کرد. کتاب دورهٔ عالی ویلن، ردیف استاد ابوالحسن صبا، آخرین نوشتهٔ صبا در زمینهٔ آموزش موسیقی است که در سال ۱۳۹۵ توسط رحمت‌الله بدیعی تهیه، تنظیم، ویرایش و منتشر شد.
آثار شنیداری که از صبا به صورت رسمی برجای مانده بین سال‌های ۱۳۰۷ تا ۱۳۳۶ ضبط شده‌اند. این قطعات را می‌توان به دو بخشِ آثار ضبط شده بر روی صفحه‌های گرامافون «۷۸ دور» که به صفحه‌های سنگی شهرت داشتند و آثار ضبط شده بر روی نوارهای مغناطیسی طبقه‌بندی کرد. حدود دویست صفحهٔ گرامافون از صدای ساز ویلن ابوالحسن صبا به یادگار مانده‌است. این صفحه‌ها شامل تک‌نوازی‌ها، همنوازی‌ها، ساخت و اجرای چند ترانهٔ طنز و چند مورد خوانندگی می‌شود. صبا در این آثار نمونه‌هایی از تکنوازی منطبق با ردیف موسیقی ایرانی، اجرای برخی از نغمه‌های موسیقی محلی، تکنوازی و همنوازی همراه با «ارکستر مدرسهٔ عالی موسیقی»، اجرای ترانه‌های عامیانهٔ تهران از آثار اسماعیل مهرتاش، جواب آواز نخستین اثر ضبط شده از آواز بیات تهران با صدای جواد بدیع‌زاده، اجرای برخی از تصنیف‌های طنز و جدی و همچنین همنوازی همراه با «ارکستر انجمن موسیقی ملی» در اجرای برخی تصنیف‌ها و پیش‌پرده‌های تئاتر را ارائه داده‌است.

## آثار

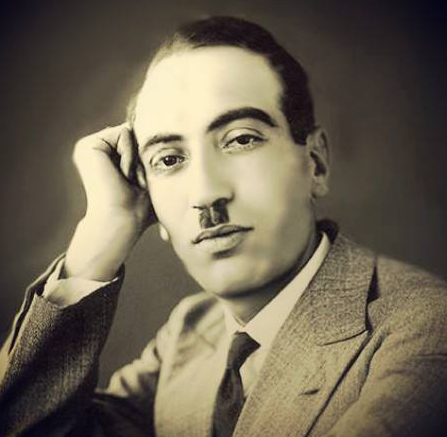
ابوالحسن صبا در جوانی

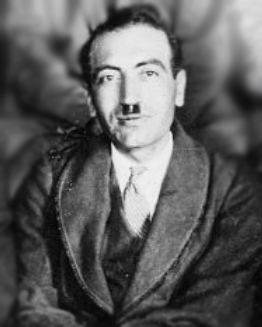
ابوالحسن صبا در جوانی

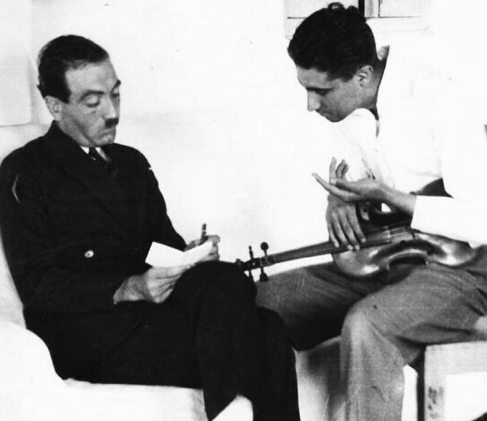
ابوالحسن صبا و روح‌الله خالقی در جوانی

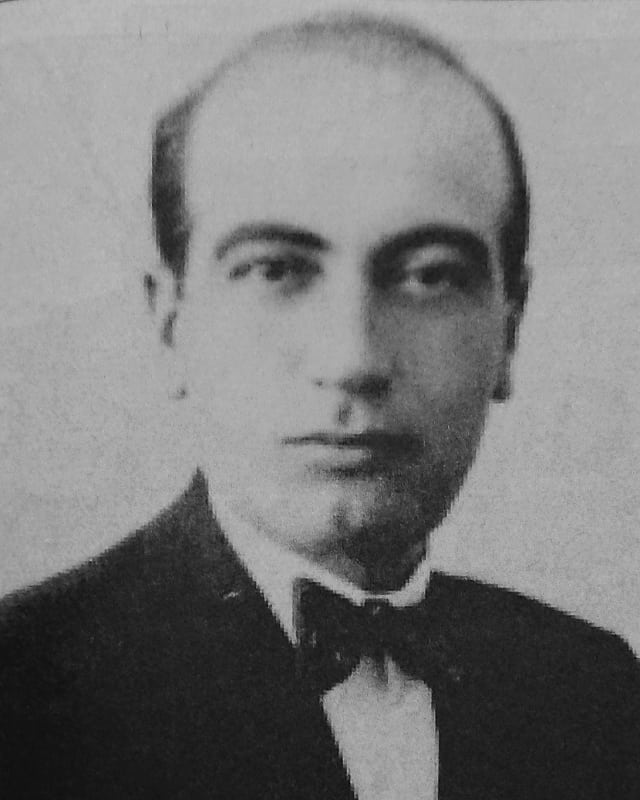
ابوالحسن صبا در جوانی

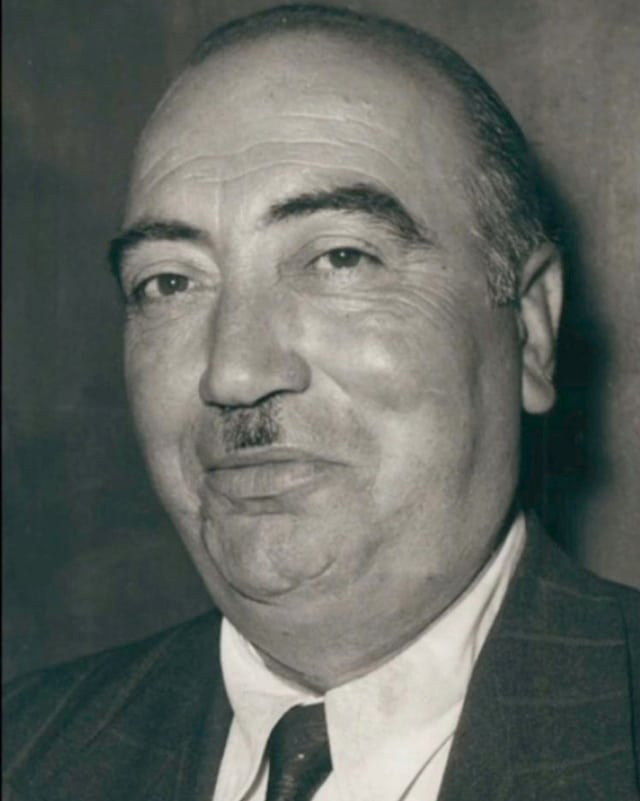
ابوالحسن صبا در میان‌سالی

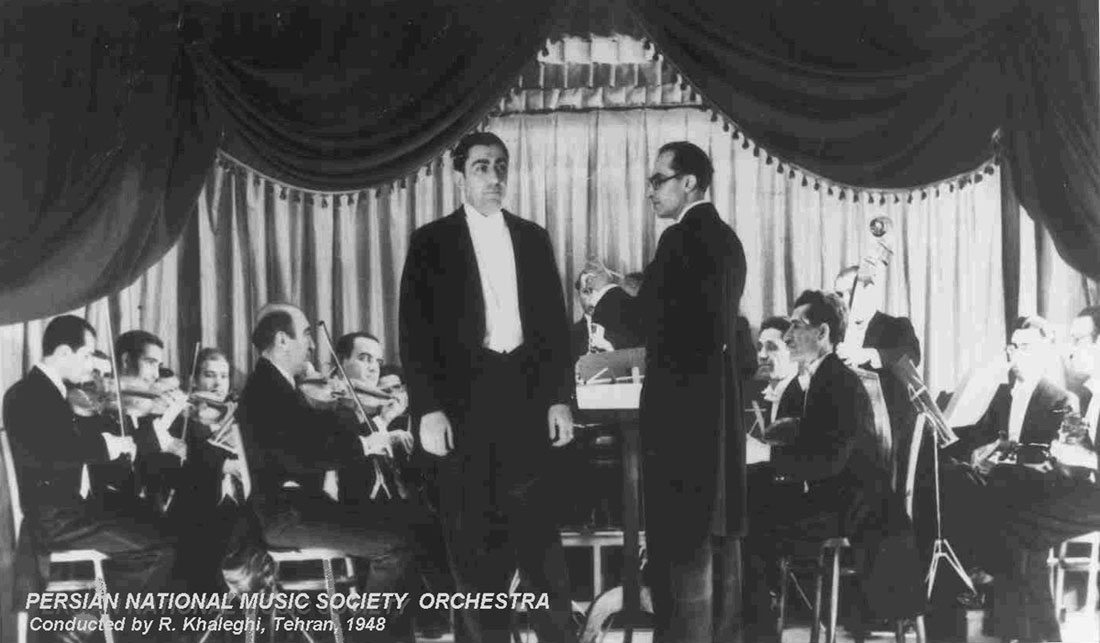
روح‌الله خالقی در حال رهبری ارکستر، خواننده: غلامحسین بنان، مایستر: ابوالحسن صبا، ۱۳۲۵

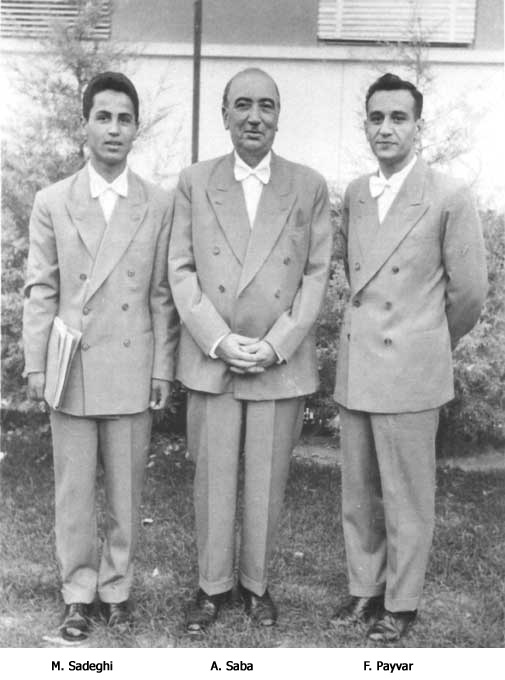
صبا در میانِ شاگردانش از راست: فرامرز پایور، ابوالحسن صبا، منوچهر صادقی

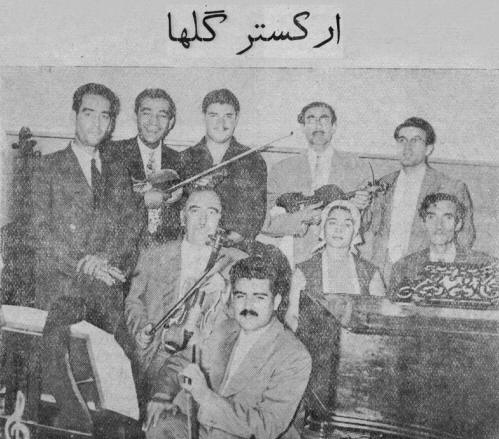
اعضای ارکستر گل‌ها: مرتضی محجوبی (نفر اول سمت راست، نشسته پشتِ پیانو)، مرضیه (نفر دوم، نشسته در کنار محجوبی)، ابوالحسن صبا (نفر سوم، نشسته با ویلن)، علی تجویدی (نفر دوم از راست، ایستاده با ویلن)، عبدالله جهان‌پناه (نفر چهارم از راست، استاده با ویلن) و… در استودیو گل‌ها، سال ۱۳۳۶

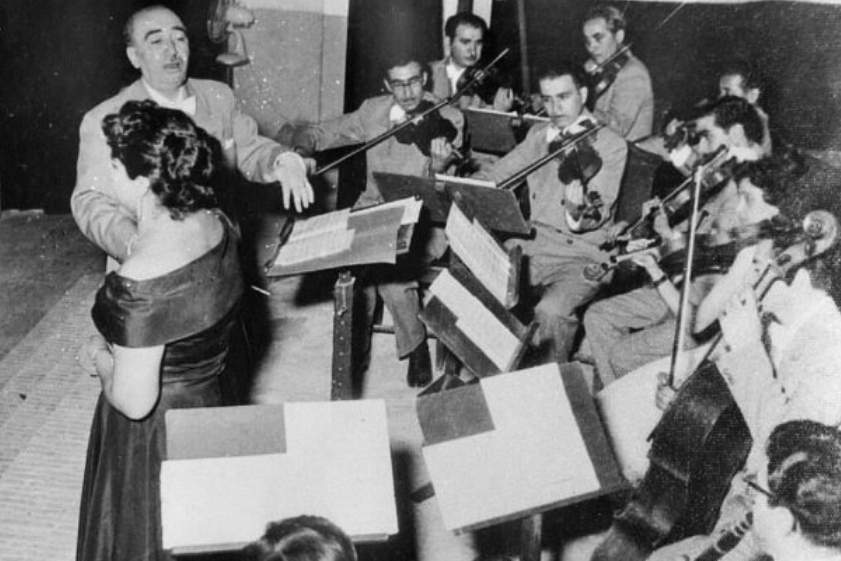
ابوالحسن صبا (اواخر عمر) در حال رهبری ارکستر، خواننده: خاطره پروانه

«هر ساز برای خود تکنیک و اصول مخصوص دارد. روش‌های من‌درآوردی و صداهای ناموزون را نمی‌توان به‌عنوان یک کار نو و هنری قالب کرد. کسانی که مدعی ابتکاری در شیوهٔ نواختن هستند باید ابتکارشان در جهت پیش بردن و اجرای سهل‌تر قطعات باشد، نه آن‌که صداهایی که با موسیقی ملت ما ارتباطی ندارد از سازها درآورند» «هرکسی به سلیقهٔ خود ناخن روی سیم‌های آن حرکت می‌دهد و این خودمختاری و عدم علاقه به حفظ ردیف، سبب شده که قواعد علمی و فنی آن به تدریج از بین رفته و فراموش شده‌است.»

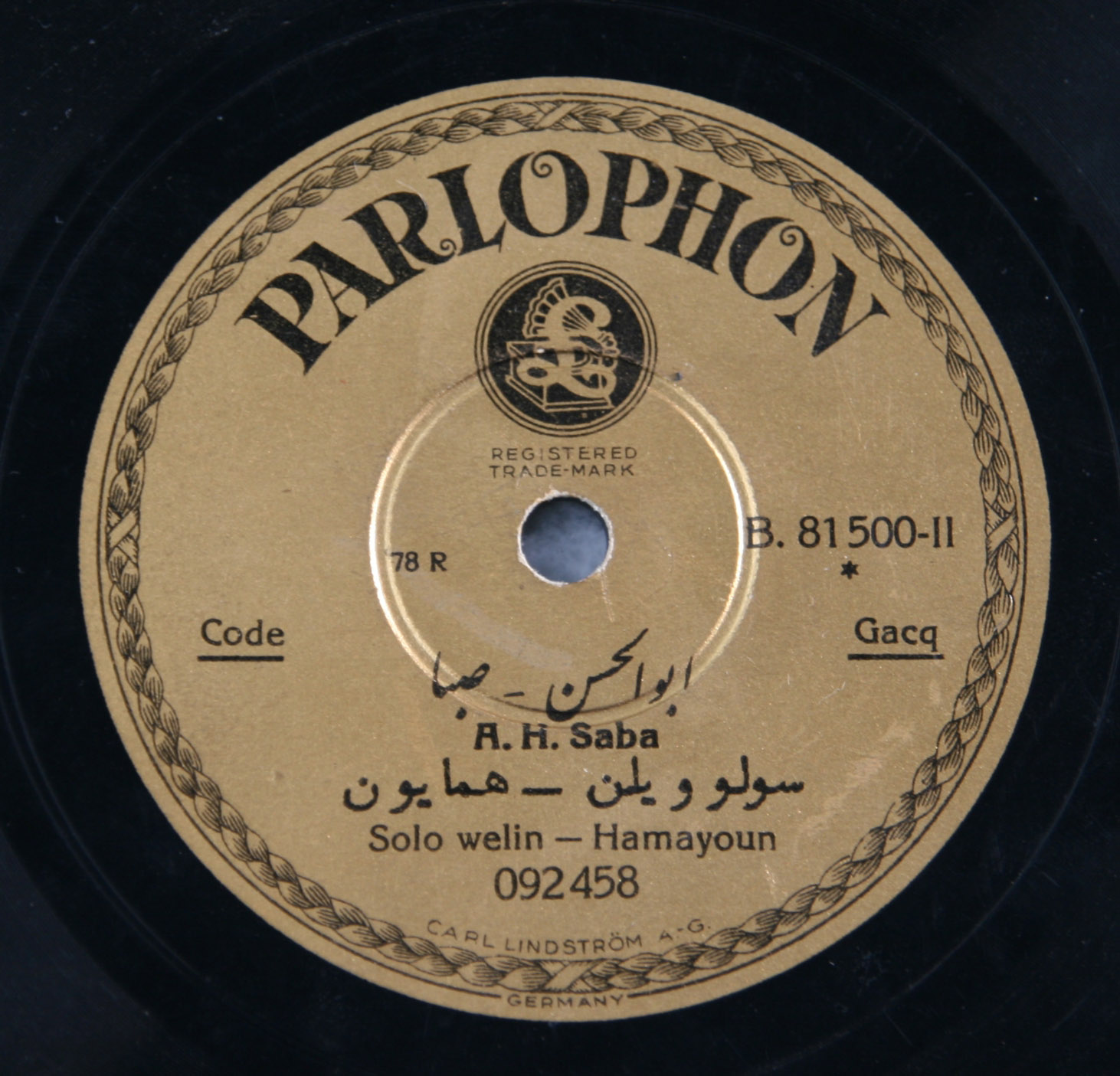
صفحه گرامافون همایون، تکنوازی ابوالحسن صبا

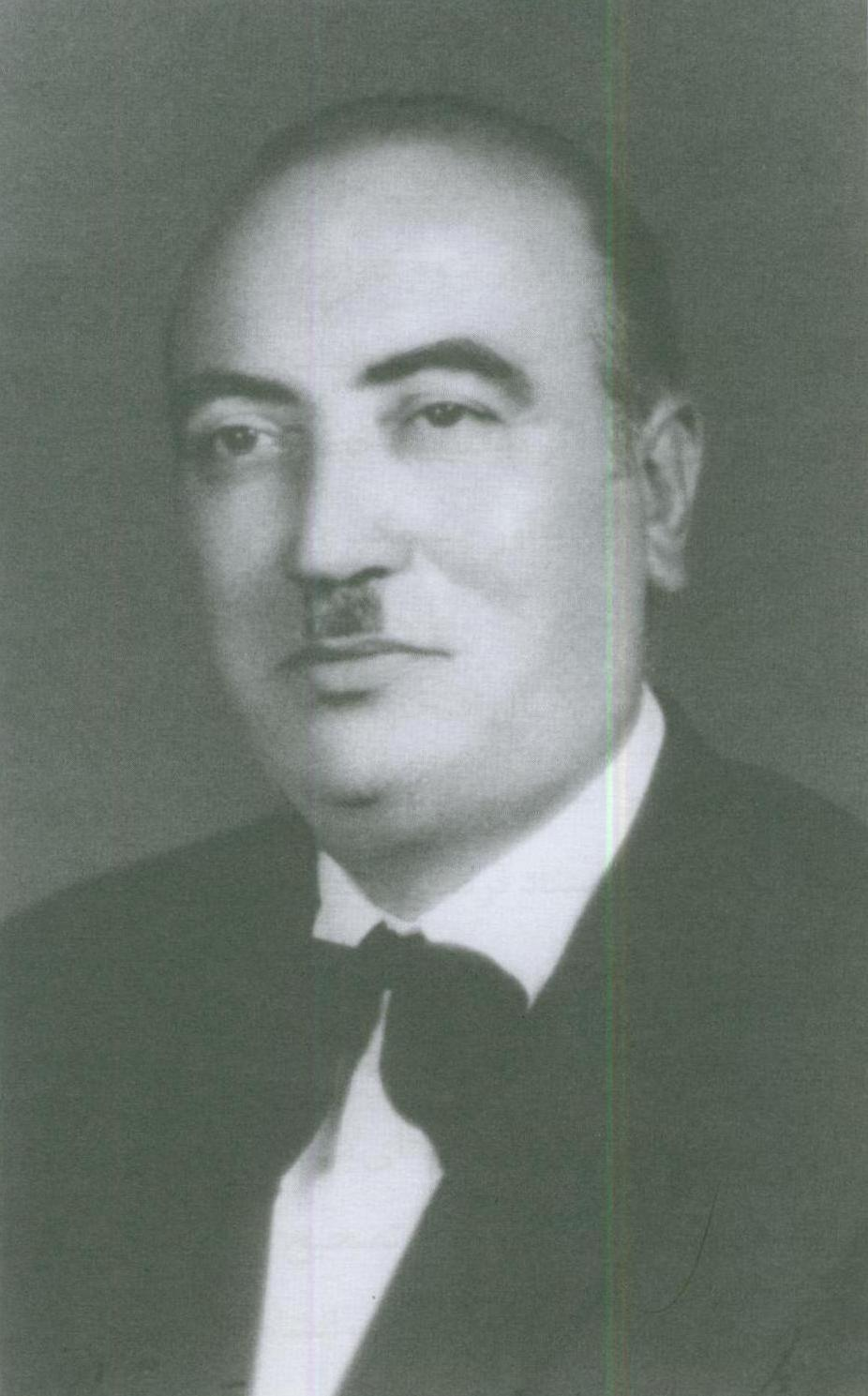
ابوالحسن صبا در میان‌سالی

ابوالحسن صبا
| فهرست آثار | فهرست آثار                                           | فهرست آثار                                                      | فهرست آثار                                                      | فهرست آثار                                                                                               | فهرست آثار                                                                                        | فهرست آثار                                                                                        | فهرست آثار                                 | فهرست آثار                                              | فهرست آثار                                              | فهرست آثار     |
| کتاب‌های آموزشی | کتاب‌های آموزشی                                       | کتاب‌های آموزشی                                                  | کتاب‌های آموزشی                                                  | کتاب‌های آموزشی                                                                                           | کتاب‌های آموزشی                                                                                    | کتاب‌های آموزشی                                                                                    | کتاب‌های آموزشی                             | کتاب‌های آموزشی                                          | کتاب‌های آموزشی                                          | کتاب‌های آموزشی |
| شماره | نام کتاب                                             | نام کتاب                                                        | سال انتشار                                                      | توضیحات                                                                                                  | توضیحات                                                                                           | ناشر                                                                                              | ناشر                                       | ناشر                                                    | ناشر                                                    | منبع           |
| --- | ---------------------------------------------------- | --------------------------------------------------------------- | --------------------------------------------------------------- | --- | ------------------------------------------------------------------------------------------------- | ------------------------------------------------------------------------------------------------- | ------------------------------------------ | ------------------------------------------------------- | ------------------------------------------------------- | -------------- |
| ۱ | دورهٔ اول ویلن (ردیف ابوالحسن صبا برای ویلن، جلد اول) | دورهٔ اول ویلن (ردیف ابوالحسن صبا برای ویلن، جلد اول)            | ۱۳۲۳ ه‍. خ                                                        | به کوشش لطف‌الله مفخم پایان، چاپخانه فردوسی                                                               | به کوشش لطف‌الله مفخم پایان، چاپخانه فردوسی                                                        | مؤلف                                                                                              | مؤلف                                       | مؤلف                                                    | مؤلف                                                    | [ ۴ ]          |
| ۲ | دورهٔ دوم ویلن (ردیف ابوالحسن صبا برای ویلن، جلد دوم) | دورهٔ دوم ویلن (ردیف ابوالحسن صبا برای ویلن، جلد دوم)            | ۱۳۲۴ ه‍.خ                                                         | به کوشش لطف‌الله مفخم پایان، با خوشنویسی ابراهیم بوذری، چاپخانه فردوسی                                    | به کوشش لطف‌الله مفخم پایان، با خوشنویسی ابراهیم بوذری، چاپخانه فردوسی                             | مؤلف                                                                                              | مؤلف                                       | مؤلف                                                    | مؤلف                                                    | [ ۴ ]          |
| ۳ | دورهٔ سوم ویلن (قطعات ضربی برای ویلن)                 | دورهٔ سوم ویلن (قطعات ضربی برای ویلن)                            | ۱۳۲۵ ه‍.خ                                                         | به کوشش لطف‌الله مفخم پایان، چاپخانه فردوسی                                                               | به کوشش لطف‌الله مفخم پایان، چاپخانه فردوسی                                                        | مؤلف                                                                                              | مؤلف                                       | مؤلف                                                    | مؤلف                                                    | [ ۴ ]          |
| ۴ | دورهٔ اول سنتور                                       | دورهٔ اول سنتور                                                  | ۱۳۲۸ ه‍.خ                                                         | به کوشش هوشنگ امیری، چاپخانه فردوسی، تصویر غلطنامه به خط صبا ضمیمه است                                   | به کوشش هوشنگ امیری، چاپخانه فردوسی، تصویر غلطنامه به خط صبا ضمیمه است                            | چاپ ۱ وزارت فرهنگ، چاپ ۱۳ منتخب صبا (۱۳۷۲)                                                        | چاپ ۱ وزارت فرهنگ، چاپ ۱۳ منتخب صبا (۱۳۷۲) | چاپ ۱ وزارت فرهنگ، چاپ ۱۳ منتخب صبا (۱۳۷۲)              | چاپ ۱ وزارت فرهنگ، چاپ ۱۳ منتخب صبا (۱۳۷۲)              | [ ۴ ]          |
| ۵ | دورهٔ دوم سنتور                                       | دورهٔ دوم سنتور                                                  | ۱۳۳۵ ه‍.خ                                                         | چاپ اول به کوشش فرامرز پایور، چاپ چهارم به کوشش فرامرز پایور، محمد بهارلو و داریوش صفوت                  | چاپ اول به کوشش فرامرز پایور، چاپ چهارم به کوشش فرامرز پایور، محمد بهارلو و داریوش صفوت           | مؤلف (۱۳۳۵)، منتخب صبا (۱۳۷۱)                                                                     | مؤلف (۱۳۳۵)، منتخب صبا (۱۳۷۱)              | مؤلف (۱۳۳۵)، منتخب صبا (۱۳۷۱)                           | مؤلف (۱۳۳۵)، منتخب صبا (۱۳۷۱)                           | [ ۴ ]          |
| ۶ | آموزش تار و سه‌تار                                    | آموزش تار و سه‌تار                                               | ۱۳۶۹ ه‍.خ                                                         | به کوشش داریوش صفوت و محمد بهارلو                                                                        | به کوشش داریوش صفوت و محمد بهارلو                                                                 | منتخب صبا                                                                                         | منتخب صبا                                  | منتخب صبا                                               | منتخب صبا                                               | [ ۵ ]          |
| ۷ | دورهٔ سوم سنتور                                       | دورهٔ سوم سنتور                                                  | ۱۳۷۱ ه‍.خ                                                         | به کوشش فرامرز پایور، محمد بهارلو و داریوش صفوت                                                          | به کوشش فرامرز پایور، محمد بهارلو و داریوش صفوت                                                   | منتخب صبا                                                                                         | منتخب صبا                                  | منتخب صبا                                               | منتخب صبا                                               | [ ۵ ]          |
| ۸ | دورهٔ چهارم سنتور                                     | دورهٔ چهارم سنتور                                                | ۱۳۷۵ ه‍.خ                                                         | به کوشش فرامرز پایور، محمد بهارلو و داریوش صفوت                                                          | به کوشش فرامرز پایور، محمد بهارلو و داریوش صفوت                                                   | منتخب صبا                                                                                         | منتخب صبا                                  | منتخب صبا                                               | منتخب صبا                                               | [ ۵ ]          |
| ۹ | دوره‌های سنتور، ردیف استاد ابوالحسن صبا               | دوره‌های سنتور، ردیف استاد ابوالحسن صبا                          | ۱۳۷۸ ه‍.خ                                                         | به کوشش و ویرایش فرامرز پایور                                                                            | به کوشش و ویرایش فرامرز پایور                                                                     | مؤسسه فرهنگی هنری ماهور                                                                           | مؤسسه فرهنگی هنری ماهور                    | مؤسسه فرهنگی هنری ماهور                                 | مؤسسه فرهنگی هنری ماهور                                 | [ ۵ ]          |
| ۱۰ | دورهٔ عالی ویلن، ردیف استاد ابوالحسن صبا              | دورهٔ عالی ویلن، ردیف استاد ابوالحسن صبا                         | ۱۳۹۵ ه‍.خ                                                         | تهیه، تنظیم و ویرایش رحمت‌الله بدیعی                                                                      | تهیه، تنظیم و ویرایش رحمت‌الله بدیعی                                                               | سرود                                                                                              | سرود                                       | سرود                                                    | سرود                                                    | [ ۶ ]          |
| مقاله‌ها |                                                      |                                                                 |                                                                 | |                                                                                                   |                                                                                                   |                                            |                                                         |                                                         |                |
| شماره | نام مقاله                                            | نام مقاله                                                       | سال انتشار                                                      | توضیحات                                                                                                  | توضیحات                                                                                           | ناشر                                                                                              | ناشر                                       | ناشر                                                    | ناشر                                                    | منبع           |
| ۱ | سنتور                                                | سنتور                                                           | ۱۳۳۲ ه‍.خ                                                         | سلسله مقاله‌هایی در هفت قسمت                                                                              | سلسله مقاله‌هایی در هفت قسمت                                                                       | موزیک ایران                                                                                       | موزیک ایران                                | موزیک ایران                                             | موزیک ایران                                             | [ ۷ ]          |
| ۲ | حلزون: ساز جدید                                      | حلزون: ساز جدید                                                 | ۱۳۳۲ ه‍.خ                                                         | |                                                                                                   | موزیک ایران، دورهٔ ۳، شمارهٔ ۹                                                                      | موزیک ایران، دورهٔ ۳، شمارهٔ ۹               | موزیک ایران، دورهٔ ۳، شمارهٔ ۹                            | موزیک ایران، دورهٔ ۳، شمارهٔ ۹                            | [ ۷ ]          |
| ۳ | بحث و انتقاد دربارهٔ اختلاف ربع‌پرده                   | بحث و انتقاد دربارهٔ اختلاف ربع‌پرده                              | ۱۳۳۳ ه‍.خ                                                         | |                                                                                                   | موزیک ایران، دورهٔ ۳، شمارهٔ ۳                                                                      | موزیک ایران، دورهٔ ۳، شمارهٔ ۳               | موزیک ایران، دورهٔ ۳، شمارهٔ ۳                            | موزیک ایران، دورهٔ ۳، شمارهٔ ۳                            | [ ۷ ]          |
| ۴ | اگر گرد نقطه‌دار مأخذ و واحد کشش می‌بود                | اگر گرد نقطه‌دار مأخذ و واحد کشش می‌بود                           | ۱۳۳۳ ه‍.خ                                                         | |                                                                                                   | موزیک ایران، دورهٔ ۳، شمارهٔ ۸                                                                      | موزیک ایران، دورهٔ ۳، شمارهٔ ۸               | موزیک ایران، دورهٔ ۳، شمارهٔ ۸                            | موزیک ایران، دورهٔ ۳، شمارهٔ ۸                            | [ ۷ ]          |
| ۵ | تمبک (ضرب)                                           | تمبک (ضرب)                                                      | ۱۳۳۷ ه‍.خ                                                         | در دو شماره                                                                                              | در دو شماره                                                                                       | موزیک ایران دورهٔ ۷، شماره‌های ۱ و ۲                                                                | موزیک ایران دورهٔ ۷، شماره‌های ۱ و ۲         | موزیک ایران دورهٔ ۷، شماره‌های ۱ و ۲                      | موزیک ایران دورهٔ ۷، شماره‌های ۱ و ۲                      | [ ۸ ]          |
| ۶ | میزان‌های پنج ضربی و هفت ضربی                         | میزان‌های پنج ضربی و هفت ضربی                                    | ۱۳۳۹ ه‍.خ                                                         | |                                                                                                   | موزیک ایران دورهٔ ۹، شمارهٔ ۱                                                                       | موزیک ایران دورهٔ ۹، شمارهٔ ۱                | موزیک ایران دورهٔ ۹، شمارهٔ ۱                             | موزیک ایران دورهٔ ۹، شمارهٔ ۱                             | [ ۸ ]          |
| آهنگسازی و تنظیم، منتشر شده به‌صورت مکتوب |                                                      |                                                                 |                                                                 | |                                                                                                   |                                                                                                   |                                            |                                                         |                                                         |                |
| شماره | نام قطعه                                             | نام کتاب یا مجله                                                | نام کتاب یا مجله                                                | توضیحات                                                                                                  | توضیحات                                                                                           | توضیحات                                                                                           | سال                                        | ناشر                                                    | ناشر                                                    | منبع           |
| ۱ | نوبهار                                               | دورهٔ اول ویلن                                                   | دورهٔ اول ویلن                                                   | مطابق برنامه هنرستان موسیقی ملی                                                                          | مطابق برنامه هنرستان موسیقی ملی                                                                   | مطابق برنامه هنرستان موسیقی ملی                                                                   | ۱۳۲۹                                       | چاپخانه فردوسی                                          | چاپخانه فردوسی                                          | [ ۹ ]          |
| ۲ | چهارمضراب ساده در ماهور                              | دورهٔ اول ویلن                                                   | دورهٔ اول ویلن                                                   | مطابق برنامه هنرستان موسیقی ملی                                                                          | مطابق برنامه هنرستان موسیقی ملی                                                                   | مطابق برنامه هنرستان موسیقی ملی                                                                   | ۱۳۲۹                                       | چاپخانه فردوسی                                          | چاپخانه فردوسی                                          | [ ۹ ]          |
| ۳ | نوید بهار                                            | دورهٔ اول ویلن                                                   | دورهٔ اول ویلن                                                   | مطابق برنامه هنرستان موسیقی ملی                                                                          | مطابق برنامه هنرستان موسیقی ملی                                                                   | مطابق برنامه هنرستان موسیقی ملی                                                                   | ۱۳۲۹                                       | چاپخانه فردوسی                                          | چاپخانه فردوسی                                          | [ ۹ ]          |
| ۴ | آهنگی در سل کوچک                                     | دورهٔ دوم ویلن                                                   | دورهٔ دوم ویلن                                                   | برای سال اول هنرستان موسیقی ملی، مطابق برنامه هنرستان موسیقی ملی                                         | برای سال اول هنرستان موسیقی ملی، مطابق برنامه هنرستان موسیقی ملی                                  | برای سال اول هنرستان موسیقی ملی، مطابق برنامه هنرستان موسیقی ملی                                  | ۱۳۳۱                                       | چاپخانه فردوسی                                          | چاپخانه فردوسی                                          | [ ۹ ]          |
| ۵ | چهارمضراب سه‌گاه (زنگ شتر)                            | کتاب ششم آموزش موسیقی ایرانی                                    | کتاب ششم آموزش موسیقی ایرانی                                    | برای ویلن، نوشتهٔ محمد بهارلو                                                                             | برای ویلن، نوشتهٔ محمد بهارلو                                                                      | برای ویلن، نوشتهٔ محمد بهارلو                                                                      | ۱۳۳۹                                       | چاپخانه فردوسی                                          | چاپخانه فردوسی                                          | [ ۹ ]          |
| ۶ | قطعه‌ای در سل کوچک                                    | دستور مقدماتی تار و سه‌تار (کتاب دوم) ۱۳۳۱                       | دستور مقدماتی تار و سه‌تار (کتاب دوم) ۱۳۳۱                       | مطابق برنامه هنرستان موسیقی ملی                                                                          | مطابق برنامه هنرستان موسیقی ملی                                                                   | مطابق برنامه هنرستان موسیقی ملی                                                                   | ۱۳۳۱                                       | چاپخانه فردوسی                                          | چاپخانه فردوسی                                          | [ ۹ ]          |
| ۷ | رنگ بیات ترک                                         | مجلهٔ چنگ و کتاب بیست و پنج قطعه ضربی به کوشش لطف‌الله مفخم پایان | مجلهٔ چنگ و کتاب بیست و پنج قطعه ضربی به کوشش لطف‌الله مفخم پایان | شماره اول                                                                                                | شماره اول                                                                                         | شماره اول                                                                                         | ۱۳۲۵۱۳۲۷                                   | انجمن موسیقی ملی، مفخم پایان                            | انجمن موسیقی ملی، مفخم پایان                            | [ ۹ ]          |
| ۸ | رنگ بیات ترک                                         | صد رنگ رِنگ                                                      | صد رنگ رِنگ                                                      | به کوشش ارشد تهماسبی                                                                                     | به کوشش ارشد تهماسبی                                                                              | به کوشش ارشد تهماسبی                                                                              |                                            | ماهور                                                   | ماهور                                                   | [ ۹ ]          |
| ۹ | رقص چوبی (رنگ افشاری)                                | صد رنگ رِنگ                                                      | صد رنگ رِنگ                                                      | به کوشش ارشد تهماسبی                                                                                     | به کوشش ارشد تهماسبی                                                                              | به کوشش ارشد تهماسبی                                                                              |                                            | ماهور                                                   | ماهور                                                   | [ ۹ ]          |
| ۱۰ | رنگ چهارگاه                                          | صد رنگ رِنگ                                                      | صد رنگ رِنگ                                                      | به کوشش ارشد تهماسبی                                                                                     | به کوشش ارشد تهماسبی                                                                              | به کوشش ارشد تهماسبی                                                                              |                                            | ماهور                                                   | ماهور                                                   | [ ۹ ]          |
| ۱۱ | زرد ملیجه                                            | دستور مقدماتی تار و سه‌تار                                       | دستور مقدماتی تار و سه‌تار                                       | عنوان اصلی: از آهنگ‌های محلی گیلان که آقای صبا به ارمغان آورده‌اند، برای سال اول هنرستان موسیقی ملی        | عنوان اصلی: از آهنگ‌های محلی گیلان که آقای صبا به ارمغان آورده‌اند، برای سال اول هنرستان موسیقی ملی | عنوان اصلی: از آهنگ‌های محلی گیلان که آقای صبا به ارمغان آورده‌اند، برای سال اول هنرستان موسیقی ملی | ۱۳۳۰                                       | چاپخانه فردوسی                                          | چاپخانه فردوسی                                          | [ ۹ ]          |
| ۱۲ | در قفس                                               | دستور سنتور                                                     | دستور سنتور                                                     | نوشتهٔ فرامرز پایور                                                                                       | نوشتهٔ فرامرز پایور                                                                                | نوشتهٔ فرامرز پایور                                                                                | ۱۳۴۰                                       | واحد سرود و موسیقی اداره کل فرهنگ و ارشاد اسلامی اصفهان | واحد سرود و موسیقی اداره کل فرهنگ و ارشاد اسلامی اصفهان | [ ۹ ]          |
| ۱۳ | رقص چوبی                                             | دستور سنتور                                                     | دستور سنتور                                                     | نوشتهٔ فرامرز پایور                                                                                       | نوشتهٔ فرامرز پایور                                                                                | نوشتهٔ فرامرز پایور                                                                                | ۱۳۴۰                                       | واحد سرود و موسیقی اداره کل فرهنگ و ارشاد اسلامی اصفهان | واحد سرود و موسیقی اداره کل فرهنگ و ارشاد اسلامی اصفهان | [ ۹ ]          |
| ۱۴ | تمرین دشتی                                           | هم‌ساز                                                           | هم‌ساز                                                           | جزوهٔ تخصصی برای نوازندگان تار و سه‌تار، شماره ۱۰                                                          | جزوهٔ تخصصی برای نوازندگان تار و سه‌تار، شماره ۱۰                                                   | جزوهٔ تخصصی برای نوازندگان تار و سه‌تار، شماره ۱۰                                                   | ۱۳۷۶                                       | ماهور                                                   | ماهور                                                   | [ ۹ ]          |
| ۱۵ | به یاد گذشته                                         | هم‌ساز                                                           | هم‌ساز                                                           | جزوهٔ تخصصی برای نوازندگان تار و سه‌تار، شماره ۱۰                                                          | جزوهٔ تخصصی برای نوازندگان تار و سه‌تار، شماره ۱۰                                                   | جزوهٔ تخصصی برای نوازندگان تار و سه‌تار، شماره ۱۰                                                   | ۱۳۷۶                                       | ماهور                                                   | ماهور                                                   | [ ۹ ]          |
| ۱۶ | سامانی                                               | هم‌ساز                                                           | هم‌ساز                                                           | جزوهٔ تخصصی برای نوازندگان تار و سه‌تار، شماره ۱۰                                                          | جزوهٔ تخصصی برای نوازندگان تار و سه‌تار، شماره ۱۰                                                   | جزوهٔ تخصصی برای نوازندگان تار و سه‌تار، شماره ۱۰                                                   | ۱۳۷۶                                       | ماهور                                                   | ماهور                                                   | [ ۹ ]          |
| ۱۷ | به زندان                                             | هم‌ساز                                                           | هم‌ساز                                                           | جزوهٔ تخصصی برای نوازندگان تار و سه‌تار، شماره ۱۰                                                          | جزوهٔ تخصصی برای نوازندگان تار و سه‌تار، شماره ۱۰                                                   | جزوهٔ تخصصی برای نوازندگان تار و سه‌تار، شماره ۱۰                                                   | ۱۳۷۶                                       | ماهور                                                   | ماهور                                                   | [ ۹ ]          |
| ۱۸ | دوضربی بیات ترک                                      | هم‌ساز                                                           | هم‌ساز                                                           | جزوهٔ تخصصی برای نوازندگان تار و سه‌تار، شماره ۱۸                                                          | جزوهٔ تخصصی برای نوازندگان تار و سه‌تار، شماره ۱۸                                                   | جزوهٔ تخصصی برای نوازندگان تار و سه‌تار، شماره ۱۸                                                   | ۱۳۷۶                                       | ماهور                                                   | ماهور                                                   | [ ۱۰ ]         |
| ۱۹ | شرفشاهی                                              | مجله موسیقی                                                     | مجله موسیقی                                                     | منسوب به «شرفشاه گیلانی»، آوانویسی ابوالحسن صبا، خط نت موسی معروفی. دوره ۲ شماره ۳                       | منسوب به «شرفشاه گیلانی»، آوانویسی ابوالحسن صبا، خط نت موسی معروفی. دوره ۲ شماره ۳                | منسوب به «شرفشاه گیلانی»، آوانویسی ابوالحسن صبا، خط نت موسی معروفی. دوره ۲ شماره ۳                | ۱۳۲۰                                       |                                                         |                                                         | [ ۱۰ ]         |
| ۲۰ | شوشتری                                               | شوشتری (برای ویلن و ارکستر)                                     | شوشتری (برای ویلن و ارکستر)                                     | تنظیم حسین دهلوی، ۱۳۳۸                                                                                   | تنظیم حسین دهلوی، ۱۳۳۸                                                                            | تنظیم حسین دهلوی، ۱۳۳۸                                                                            | ۱۳۶۵                                       | حسین دهلوی                                              | حسین دهلوی                                              | [ ۱۰ ]         |
| ۲۱ | چهارمضراب شور                                        | شیوهٔ کمانچه‌نوازی                                                | شیوهٔ کمانچه‌نوازی                                                | نوشتهٔ مهدی آذرسینا                                                                                       | نوشتهٔ مهدی آذرسینا                                                                                | نوشتهٔ مهدی آذرسینا                                                                                | ۱۳۷۱                                       | انتشارات سروش                                           | انتشارات سروش                                           | [ ۱۰ ]         |
| ۲۲ | چهارمضراب دشتی                                       | ردیف مقدماتی تار و سه‌تار                                        | ردیف مقدماتی تار و سه‌تار                                        | دورهٔ سوم، به کوشش حسین علیزاده                                                                           | دورهٔ سوم، به کوشش حسین علیزاده                                                                    | دورهٔ سوم، به کوشش حسین علیزاده                                                                    | ۱۳۷۲                                       | ماهور                                                   | ماهور                                                   | [ ۱۰ ]         |
| ۲۲ | چهارمضراب بیات ترک                                   | آموزش ابتدایی تار                                               | آموزش ابتدایی تار                                               | نوشتهٔ فرامرز پایور، (قسمتی از چهارمضراب)                                                                 | نوشتهٔ فرامرز پایور، (قسمتی از چهارمضراب)                                                          | نوشتهٔ فرامرز پایور، (قسمتی از چهارمضراب)                                                          | ۱۳۷۳                                       | کارگاه موسیقی                                           | کارگاه موسیقی                                           | [ ۱۰ ]         |
| ۲۴ | هفت‌ضربی در آواز ابوعطا                               | آموزش ابتدایی تار                                               | آموزش ابتدایی تار                                               | نوشتهٔ فرامرز پایور، (قسمتی از چهارمضراب)                                                                 | نوشتهٔ فرامرز پایور، (قسمتی از چهارمضراب)                                                          | نوشتهٔ فرامرز پایور، (قسمتی از چهارمضراب)                                                          | ۱۳۷۳                                       | کارگاه موسیقی                                           | کارگاه موسیقی                                           | [ ۱۰ ]         |
| ۲۵ | ضربی مخالف سه‌گاه                                     | آموزش سه‌تار                                                     | آموزش سه‌تار                                                     | نوشتهٔ جلال ذوالفنون، دفتر چهارم                                                                          | نوشتهٔ جلال ذوالفنون، دفتر چهارم                                                                   | نوشتهٔ جلال ذوالفنون، دفتر چهارم                                                                   | ۱۳۷۸                                       | انتشارات هستان                                          | انتشارات هستان                                          | [ ۱۰ ]         |
| ۲۶ | ضربی سه‌گاه                                           | آموزش سه‌تار                                                     | آموزش سه‌تار                                                     | نوشتهٔ جلال ذوالفنون، دفتر چهارم                                                                          | نوشتهٔ جلال ذوالفنون، دفتر چهارم                                                                   | نوشتهٔ جلال ذوالفنون، دفتر چهارم                                                                   | ۱۳۷۸                                       | انتشارات هستان                                          | انتشارات هستان                                          | [ ۱۰ ]         |
| ۲۷ | زنگ شتر (سه‌گاه)                                      | آموزش سه‌تار                                                     | آموزش سه‌تار                                                     | نوشتهٔ جلال ذوالفنون، دفتر چهارم                                                                          | نوشتهٔ جلال ذوالفنون، دفتر چهارم                                                                   | نوشتهٔ جلال ذوالفنون، دفتر چهارم                                                                   | ۱۳۷۸                                       | انتشارات هستان                                          | انتشارات هستان                                          | [ ۱۰ ]         |
| ۲۸ | کوهستانی                                             | تکنیک و نی                                                      | تکنیک و نی                                                      | تألیف و تنظیم فریبرز حمیدی                                                                               | تألیف و تنظیم فریبرز حمیدی                                                                        | تألیف و تنظیم فریبرز حمیدی                                                                        | ۱۳۵۷                                       | پردیس                                                   | پردیس                                                   | [ ۱۰ ]         |
| ۲۹ | ضربی بیات ترک                                        | دلنوازان                                                        | دلنوازان                                                        | مجموعه‌ای از آثار بزرگان موسیقی ایران، به کوشش مجید واصفی                                                 | مجموعه‌ای از آثار بزرگان موسیقی ایران، به کوشش مجید واصفی                                          | مجموعه‌ای از آثار بزرگان موسیقی ایران، به کوشش مجید واصفی                                          | ۱۳۷۴                                       | تندیس                                                   | تندیس                                                   | [ ۱۰ ]         |
| ۳۰ | کاروان (دشتی)                                        | دلنوازان                                                        | دلنوازان                                                        | مجموعه‌ای از آثار بزرگان موسیقی ایران، به کوشش مجید واصفی                                                 | مجموعه‌ای از آثار بزرگان موسیقی ایران، به کوشش مجید واصفی                                          | مجموعه‌ای از آثار بزرگان موسیقی ایران، به کوشش مجید واصفی                                          | ۱۳۷۴                                       | تندیس                                                   | تندیس                                                   | [ ۱۱ ]         |
| ۳۱ | بهارمست (سه‌گاه)                                      | دلنوازان                                                        | دلنوازان                                                        | مجموعه‌ای از آثار بزرگان موسیقی ایران، به کوشش مجید واصفی                                                 | مجموعه‌ای از آثار بزرگان موسیقی ایران، به کوشش مجید واصفی                                          | مجموعه‌ای از آثار بزرگان موسیقی ایران، به کوشش مجید واصفی                                          | ۱۳۷۴                                       | تندیس                                                   | تندیس                                                   | [ ۱۱ ]         |
| ۳۲ | پیش‌درآمد بیات ترک                                    | هجده قطعه پیش‌درآمد برای ویلن                                    | هجده قطعه پیش‌درآمد برای ویلن                                    | به کوشش لطف‌الله مفخم پایان                                                                               | به کوشش لطف‌الله مفخم پایان                                                                        | به کوشش لطف‌الله مفخم پایان                                                                        | ۱۳۲۴                                       | مؤلف                                                    | مؤلف                                                    | [ ۱۲ ]         |
| ۳۳ | سُلوی ای وطن                                          | دستور ویلن                                                      | دستور ویلن                                                      | نوشتهٔ علینقی وزیری، جلد اول و جلد دوم، صفحهٔ ۷۶                                                           | نوشتهٔ علینقی وزیری، جلد اول و جلد دوم، صفحهٔ ۷۶                                                    | نوشتهٔ علینقی وزیری، جلد اول و جلد دوم، صفحهٔ ۷۶                                                    |                                            |                                                         |                                                         | [ ۱۳ ]         |
| ۳۴ | سُلو                                                  | دستور ویلن                                                      | دستور ویلن                                                      | نوشتهٔ علینقی وزیری، جلد اول و جلد دوم، صفحهٔ ۷۸                                                           | نوشتهٔ علینقی وزیری، جلد اول و جلد دوم، صفحهٔ ۷۸                                                    | نوشتهٔ علینقی وزیری، جلد اول و جلد دوم، صفحهٔ ۷۸                                                    |                                            |                                                         |                                                         | [ ۱۳ ]         |
| ۳۵ | چهارمضراب سه‌گاه                                      | دستور ویلن                                                      | دستور ویلن                                                      | نوشتهٔ علینقی وزیری، جلد اول و جلد دوم، صفحهٔ ۲۴۸                                                          | نوشتهٔ علینقی وزیری، جلد اول و جلد دوم، صفحهٔ ۲۴۸                                                   | نوشتهٔ علینقی وزیری، جلد اول و جلد دوم، صفحهٔ ۲۴۸                                                   |                                            |                                                         |                                                         | [ ۱۳ ]         |
| ۳۶ | تصنیف مدتی در ره عشق تو                              | تصنیف‌های ابوالحسن صبا                                           | تصنیف‌های ابوالحسن صبا                                           | نوشتهٔ رامتین نظری‌جو                                                                                      | نوشتهٔ رامتین نظری‌جو                                                                               | نوشتهٔ رامتین نظری‌جو                                                                               | ۱۳۹۹                                       | ماهور                                                   | ماهور                                                   | [ ۱۴ ]         |
| ۳۷ | تصنیف درد عشق                                        | تصنیف‌های ابوالحسن صبا                                           | تصنیف‌های ابوالحسن صبا                                           | نوشتهٔ رامتین نظری‌جو                                                                                      | نوشتهٔ رامتین نظری‌جو                                                                               | نوشتهٔ رامتین نظری‌جو                                                                               | ۱۳۹۹                                       | ماهور                                                   | ماهور                                                   | [ ۱۵ ]         |
| ۳۸ | تصنیف تنها نه منم جانا                               | تصنیف‌های ابوالحسن صبا                                           | تصنیف‌های ابوالحسن صبا                                           | نوشتهٔ رامتین نظری‌جو                                                                                      | نوشتهٔ رامتین نظری‌جو                                                                               | نوشتهٔ رامتین نظری‌جو                                                                               | ۱۳۹۹                                       | ماهور                                                   | ماهور                                                   | [ ۱۶ ]         |
| ۳۹ | تصنیف صبح است و صبا                                  | تصنیف‌های ابوالحسن صبا                                           | تصنیف‌های ابوالحسن صبا                                           | نوشتهٔ رامتین نظری‌جو                                                                                      | نوشتهٔ رامتین نظری‌جو                                                                               | نوشتهٔ رامتین نظری‌جو                                                                               | ۱۳۹۹                                       | ماهور                                                   | ماهور                                                   | [ ۱۷ ]         |
| ۴۰ | تصنیف گَلبَندَک                                         | تصنیف‌های ابوالحسن صبا                                           | تصنیف‌های ابوالحسن صبا                                           | نوشتهٔ رامتین نظری‌جو                                                                                      | نوشتهٔ رامتین نظری‌جو                                                                               | نوشتهٔ رامتین نظری‌جو                                                                               | ۱۳۹۹                                       | ماهور                                                   | ماهور                                                   | [ ۱۸ ]         |
| ۴۱ | تصنیف مردیکه باز نیومد                               | تصنیف‌های ابوالحسن صبا                                           | تصنیف‌های ابوالحسن صبا                                           | نوشتهٔ رامتین نظری‌جو                                                                                      | نوشتهٔ رامتین نظری‌جو                                                                               | نوشتهٔ رامتین نظری‌جو                                                                               | ۱۳۹۹                                       | ماهور                                                   | ماهور                                                   | [ ۱۹ ]         |
| ۴۲ | تصنیف می‌خوام برم بال پشتِ‌بوم                          | تصنیف‌های ابوالحسن صبا                                           | تصنیف‌های ابوالحسن صبا                                           | نوشتهٔ رامتین نظری‌جو                                                                                      | نوشتهٔ رامتین نظری‌جو                                                                               | نوشتهٔ رامتین نظری‌جو                                                                               | ۱۳۹۹                                       | ماهور                                                   | ماهور                                                   | [ ۲۰ ]         |
| ۴۳ | تصنیف سالَک                                           | تصنیف‌های ابوالحسن صبا                                           | تصنیف‌های ابوالحسن صبا                                           | نوشتهٔ رامتین نظری‌جو                                                                                      | نوشتهٔ رامتین نظری‌جو                                                                               | نوشتهٔ رامتین نظری‌جو                                                                               | ۱۳۹۹                                       | ماهور                                                   | ماهور                                                   | [ ۲۱ ]         |
| ۴۴ | تصنیف آشِ رشته                                        | تصنیف‌های ابوالحسن صبا                                           | تصنیف‌های ابوالحسن صبا                                           | نوشتهٔ رامتین نظری‌جو                                                                                      | نوشتهٔ رامتین نظری‌جو                                                                               | نوشتهٔ رامتین نظری‌جو                                                                               | ۱۳۹۹                                       | ماهور                                                   | ماهور                                                   | [ ۲۲ ]         |
| آهنگسازی و نوازندگی، ضبط شده بر روی صفحه‌های گرامافون ۷۸ دور، به ترتیب ضبط |                                                      |                                                                 |                                                                 | |                                                                                                   |                                                                                                   |                                            |                                                         |                                                         |                |
| دورهٔ اول |                                                      |                                                                 |                                                                 | |                                                                                                   |                                                                                                   |                                            |                                                         |                                                         |                |
| این دوره شامل صفحه‌هایی است که توسط کمپانی پولیفونِ آلمان در زمستان سال ۱۳۰۷ ه‍.ش در تهران ضبط شده‌اند. آثار موسیقی برجای مانده در این مجموعه، نخستین آثار ضبط شدهٔ ارکستر مدرسهٔ عالی موسیقی، شامل تکنوازی‌ها، قطعات بدون کلام و چند تصنیف از ساخته‌های علینقی وزیری با صدای روح‌انگیز است. صبا در تمامی این آثار (غیر از تکنوازی‌های وزیری) نوازندهٔ ویلن اول ارکستر بوده‌است. |                                                      |                                                                 |                                                                 | |                                                                                                   |                                                                                                   |                                            |                                                         |                                                         |                |
| شماره | نام قطعه                                             | آهنگساز                                                         | خواننده                                                         | نوازندگان                                                                                                | سال ضبط                                                                                           | کمپانی                                                                                            | شماره کاتالوگ صفحه/شماره قالب              | شماره کاتالوگ صفحه/شماره قالب                           | شماره کاتالوگ صفحه/شماره قالب                           | منبع           |
| ۱ | مارش مدارس                                           | علینقی وزیری                                                    | بدون کلام                                                       | ارکستر کوچک مدرسه عالی موسیقی (ویلن اول: صبا)                                                            | ۱۳۰۷ ه‍. خ                                                                                          | پولیفون                                                                                           | V ۴۱۶۰۶                                    | V ۴۱۶۰۶                                                 | V ۴۱۶۰۶                                                 | [ ۲۳ ]         |
| ۲ | مارش ورزشکاران                                       | علینقی وزیری                                                    | بدون کلام                                                       | ارکستر کوچک مدرسه عالی موسیقی (ویلن اول: صبا)                                                            | ۱۳۰۷ ه‍. خ                                                                                          | پولیفون                                                                                           | V ۴۱۶۰۷                                    | V ۴۱۶۰۷                                                 | V ۴۱۶۰۷                                                 | [ ۲۳ ]         |
| ۳ | وصال دوست ۱، چهارگاه                                 | علینقی وزیری                                                    | روح‌انگیز                                                        | ارکستر به سبک معمول (ویلن اول: صبا)                                                                      | ۱۳۰۷ ه‍. خ                                                                                          | پولیفون                                                                                           | V ۴۱۶۰۸                                    | V ۴۱۶۰۸                                                 | V ۴۱۶۰۸                                                 | [ ۲۳ ]         |
| ۴ | وصال دوست ۲، چهارگاه                                 | علینقی وزیری                                                    | روح‌انگیز                                                        | ارکستر به سبک معمول (ویلن اول: صبا)                                                                      | ۱۳۰۷ ه‍. خ                                                                                          | پولیفون                                                                                           | V ۴۱۶۰۹                                    | V ۴۱۶۰۹                                                 | V ۴۱۶۰۹                                                 | [ ۲۳ ]         |
| ۵ | سوز من                                               | علینقی وزیری                                                    | روح‌انگیز                                                        | ارکستر کوچک مدرسه عالی موسیقی (ویلن اول: صبا)                                                            | ۱۳۰۷ ه‍. خ                                                                                          | پولیفون                                                                                           | V ۴۱۶۱۰                                    | V ۴۱۶۱۰                                                 | V ۴۱۶۱۰                                                 | [ ۲۳ ]         |
| ۶ | رنگ                                                  | علینقی وزیری                                                    | بدون کلام                                                       | ارکستر کوچک مدرسه عالی موسیقی (ویلن اول: صبا)                                                            | ۱۳۰۷ ه‍. خ                                                                                          | پولیفون                                                                                           | V ۴۱۶۱۱                                    | V ۴۱۶۱۱                                                 | V ۴۱۶۱۱                                                 | [ ۲۳ ]         |
| ۷ | اسرار عشق ۱، ماهور                                   | علینقی وزیری                                                    | روح‌انگیز                                                        | ارکستر به سبک معمول (ویلن اول: صبا)                                                                      | ۱۳۰۷ ه‍. خ                                                                                          | پولیفون                                                                                           | V ۴۱۶۱۶                                    | V ۴۱۶۱۶                                                 | V ۴۱۶۱۶                                                 | [ ۲۳ ]         |
| ۸ | اسرار عشق ۲، ماهور                                   | علینقی وزیری                                                    | روح‌انگیز                                                        | ارکستر به سبک معمول (ویلن اول: صبا)                                                                      | ۱۳۰۷ ه‍. خ                                                                                          | پولیفون                                                                                           | V ۴۱۶۱۷                                    | V ۴۱۶۱۷                                                 | V ۴۱۶۱۷                                                 | [ ۲۳ ]         |
| ۹ | بستهٔ دام، دشتی                                       | علینقی وزیری                                                    | روح‌انگیز                                                        | ارکستر به سبک معمول (ویلن اول: صبا)                                                                      | ۱۳۰۷ ه‍. خ                                                                                          | پولیفون                                                                                           | V ۴۱۶۱۸                                    | V ۴۱۶۱۸                                                 | V ۴۱۶۱۸                                                 | [ ۲۳ ]         |
| ۱۰ | رنگ                                                  | علینقی وزیری                                                    | بدون کلام                                                       | ارکستر به سبک معمول (ویلن اول: صبا)                                                                      | ۱۳۰۷ ه‍. خ                                                                                          | پولیفون                                                                                           | V ۴۱۶۱۹                                    | V ۴۱۶۱۹                                                 | V ۴۱۶۱۹                                                 | [ ۲۳ ]         |
| دورهٔ دوم |                                                      |                                                                 |                                                                 | |                                                                                                   |                                                                                                   |                                            |                                                         |                                                         |                |
| این دوره شامل آثار ضبط شده توسط کمپانی بدافون (بایدافون) آلمان را شامل می‌شود که در سال ۱۳۰۸ ه‍.ش در تهران تولید شده‌است. در این مجموعه نیز آثار دیگری از علینقی وزیری همراه با ارکستر مدرسهٔ عالی موسیقی اجرا شده‌است. برای نخستین بار تکنوازی ویلن صبا در بخش‌هایی از دو صفحهٔ ضبط شده در این دوره شنیده می‌شود. در صفحهٔ سرود (تصنیف) «ای وطن» و «رنگ دشتی» که بر دو روی یک صفحه ضبط شده‌اند، ابوالحسن صبا قطعهٔ «زرد ملیجه» را در میانِ اثر علینقی وزیری، به صورت تکنوازی اجرا کرده‌است که روی برچسب صفحه به انگلیسی نوشته شده «سولوی ویلن آقای صبا». در صفحهٔ دیگر نیز که مربوط به تصنیف «بهار» است، درآمد افشاری در مقدمهٔ تصنیف با ویلن اجرا شده‌است که برخی این تکنوازی را از نواخته‌های صبا و برخی دیگر از نواخته‌های سایر هنرجویان مدرسهٔ عالی موسیقی، نظیر روح‌الله خالقی می‌دانند. بیشتر تصنیف‌های موجود در صفحه‌های این دوره را روح‌انگیز خوانده‌است که در برخی موارد به همراه علینقی وزیری به صورت دوصدایی اجرا شده‌اند. صبا در تمامی این آثار نیز نوازندهٔ ویلن اول ارکستر بوده‌است. |                                                      |                                                                 |                                                                 | |                                                                                                   |                                                                                                   |                                            |                                                         |                                                         |                |
| شماره | نام قطعه                                             | آهنگساز                                                         | خواننده                                                         | نوازندگان                                                                                                | سال ضبط                                                                                           | کمپانی                                                                                            | شماره کاتالوگ صفحه/شماره قالب              | شماره کاتالوگ صفحه/شماره قالب                           | شماره کاتالوگ صفحه/شماره قالب                           | منبع           |
| ۱ | بهار ۲، افشار                                        | علینقی وزیری                                                    | روح‌انگیز                                                        | ارکستر مدرسه عالی موسیقی (ویلن اول: صبا)                                                                 | ۱۳۰۸ ه‍. خ                                                                                          | بدافون                                                                                            | B ۰۹۰۲۳۰                                   | B ۰۹۰۲۳۰                                                | B ۰۹۰۲۳۰                                                | [ ۲۵ ]         |
| ۲ | حسن عهد ۱، افشار                                     | علینقی وزیری                                                    | روح‌انگیز                                                        | ارکستر (ویلن اول: صبا)، جوابِ آوازِ تار حسین سنجری                                                         | ۱۳۰۸ ه‍. خ                                                                                          | بدافون                                                                                            | B ۰۹۰۲۳۱                                   | B ۰۹۰۲۳۱                                                | B ۰۹۰۲۳۱                                                | [ ۲۵ ]         |
| ۳ | حسن عهد ۲، افشار                                     | علینقی وزیری                                                    | روح‌انگیز                                                        | ارکستر (ویلن اول: صبا)، جوابِ آوازِ تار حسین سنجری                                                         | ۱۳۰۸ ه‍. خ                                                                                          | بدافون                                                                                            | B ۰۹۰۲۳۲                                   | B ۰۹۰۲۳۲                                                | B ۰۹۰۲۳۲                                                | [ ۲۵ ]         |
| ۴ | موسم گل ۱، سه‌گاه                                     | علینقی وزیری                                                    | روح‌انگیز                                                        | ارکستر (ویلن اول: صبا)، تارِ حسین سنجری                                                                   | ۱۳۰۸ ه‍. خ                                                                                          | بدافون                                                                                            | B ۰۹۰۲۳۳                                   | B ۰۹۰۲۳۳                                                | B ۰۹۰۲۳۳                                                | [ ۲۵ ]         |
| ۵ | موسم گل ۲، سه‌گاه                                     | علینقی وزیری                                                    | روح‌انگیز                                                        | ارکستر (ویلن اول: صبا)، تارِ حسین سنجری                                                                   | ۱۳۰۸ ه‍. خ                                                                                          | بدافون                                                                                            | B ۰۹۰۲۳۴                                   | B ۰۹۰۲۳۴                                                | B ۰۹۰۲۳۴                                                | [ ۲۵ ]         |
| ۶ | پیش‌درآمد سه‌گاه                                       | علینقی وزیری                                                    | بدون کلام                                                       | ارکستر مدرسه عالی موسیقی (ویلن اول: صبا)                                                                 | ۱۳۰۸ ه‍. خ                                                                                          | بدافون                                                                                            | B ۰۹۰۲۳۵                                   | B ۰۹۰۲۳۵                                                | B ۰۹۰۲۳۵                                                | [ ۲۵ ]         |
| ۷ | رنگ سه‌گاه                                            | علینقی وزیری                                                    | بدون کلام                                                       | ارکستر مدرسه عالی موسیقی (ویلن اول: صبا)                                                                 | ۱۳۰۸ ه‍. خ                                                                                          | بدافون                                                                                            | B ۰۹۰۲۷۰                                   | B ۰۹۰۲۷۰                                                | B ۰۹۰۲۷۰                                                | [ ۲۵ ]         |
| ۸ | رنگ ماهور                                            | علینقی وزیری                                                    | بدون کلام                                                       | ارکستر مدرسه عالی موسیقی (ویلن اول: صبا)                                                                 | ۱۳۰۸ ه‍. خ                                                                                          | بدافون                                                                                            | B ۰۹۰۲۷۱                                   | B ۰۹۰۲۷۱                                                | B ۰۹۰۲۷۱                                                | [ ۲۵ ]         |
| ۹ | رنگ چهارگاه (رنگ ناز)                                | علینقی وزیری                                                    | بدون کلام                                                       | ارکستر مدرسه عالی موسیقی (ویلن اول: صبا)                                                                 | ۱۳۰۸ ه‍. خ                                                                                          | بدافون                                                                                            | B ۰۹۰۲۷۲                                   | B ۰۹۰۲۷۲                                                | B ۰۹۰۲۷۲                                                | [ ۲۵ ]         |
| ۱۰ | صحبت دل ۱، بیات ترک                                  | علینقی وزیری                                                    | روح‌انگیز                                                        | ارکستر مدرسه عالی موسیقی (ویلن اول: صبا)                                                                 | ۱۳۰۸ ه‍. خ                                                                                          | بدافون                                                                                            | B ۰۹۰۲۷۴                                   | B ۰۹۰۲۷۴                                                | B ۰۹۰۲۷۴                                                | [ ۲۵ ]         |
| ۱۱ | صحبت دل ۲، بیات ترک                                  | علینقی وزیری                                                    | روح‌انگیز                                                        | ارکستر مدرسه عالی موسیقی (ویلن اول: صبا)                                                                 | ۱۳۰۸ ه‍. خ                                                                                          | بدافون                                                                                            | B ۰۹۰۲۷۵                                   | B ۰۹۰۲۷۵                                                | B ۰۹۰۲۷۵                                                | [ ۲۵ ]         |
| ۱۲ | جور فلک ۱، بیات اصفهان                               | علینقی وزیری                                                    | روح‌انگیز، علینقی وزیری                                          | ارکستر مدرسه عالی موسیقی (ویلن اول: صبا)                                                                 | ۱۳۰۸ ه‍. خ                                                                                          | بدافون                                                                                            | B ۰۹۰۳۱۰                                   | B ۰۹۰۳۱۰                                                | B ۰۹۰۳۱۰                                                | [ ۲۵ ]         |
| ۱۳ | جور فلک ۲، بیات اصفهان                               | علینقی وزیری                                                    | روح‌انگیز، علینقی وزیری                                          | ارکستر مدرسه عالی موسیقی (ویلن اول: صبا)                                                                 | ۱۳۰۸ ه‍. خ                                                                                          | بدافون                                                                                            | B ۰۹۰۳۱۱                                   | B ۰۹۰۳۱۱                                                | B ۰۹۰۳۱۱                                                | [ ۲۵ ]         |
| ۱۴ | کنار گلزار ۱، نوا                                    | علینقی وزیری                                                    | روح‌انگیز، علینقی وزیری                                          | ارکستر مدرسه عالی موسیقی (ویلن اول: صبا)                                                                 | ۱۳۰۸ ه‍. خ                                                                                          | بدافون                                                                                            | B ۰۹۰۳۱۲                                   | B ۰۹۰۳۱۲                                                | B ۰۹۰۳۱۲                                                | [ ۲۵ ]         |
| ۱۵ | کنار گلزار ۲، نوا                                    | علینقی وزیری                                                    | روح‌انگیز، علینقی وزیری                                          | ارکستر مدرسه عالی موسیقی (ویلن اول: صبا)                                                                 | ۱۳۰۸ ه‍. خ                                                                                          | بدافون                                                                                            | B ۰۹۰۳۱۳                                   | B ۰۹۰۳۱۳                                                | B ۰۹۰۳۱۳                                                | [ ۲۶ ]         |
| ۱۶ | بندهٔ عشق ۱، ماهور                                    | علینقی وزیری                                                    | روح‌انگیز                                                        | ارکستر (ویلن اول: صبا)، تارِ حسین سنجری                                                                   | ۱۳۰۸ ه‍. خ                                                                                          | بدافون                                                                                            | B ۰۹۰۳۱۴                                   | B ۰۹۰۳۱۴                                                | B ۰۹۰۳۱۴                                                | [ ۲۶ ]         |
| ۱۷ | بندهٔ عشق ۲، ماهور                                    | علینقی وزیری                                                    | روح‌انگیز                                                        | ارکستر (ویلن اول: صبا)، تارِ حسین سنجری                                                                   | ۱۳۰۸ ه‍. خ                                                                                          | بدافون                                                                                            | B ۰۹۰۳۱۵                                   | B ۰۹۰۳۱۵                                                | B ۰۹۰۳۱۵                                                | [ ۲۶ ]         |
| ۱۸ | مارش حرکت                                            | علینقی وزیری                                                    | بدون کلام                                                       | ارکستر (ویلن اول: صبا)، گروه کر و آواز                                                                   | ۱۳۰۸ ه‍. خ                                                                                          | بدافون                                                                                            | B ۰۹۰۳۱۶                                   | B ۰۹۰۳۱۶                                                | B ۰۹۰۳۱۶                                                | [ ۲۶ ]         |
| ۱۹ | مارش اصفهان                                          | علینقی وزیری                                                    | بدون کلام                                                       | ارکستر مدرسه عالی موسیقی (ویلن اول: صبا)                                                                 | ۱۳۰۸ ه‍. خ                                                                                          | بدافون                                                                                            | B ۰۹۰۳۱۷                                   | B ۰۹۰۳۱۷                                                | B ۰۹۰۳۱۷                                                | [ ۲۶ ]         |
| ۲۰ | دوست (بخش اول)                                       | علینقی وزیری                                                    | روح‌انگیز، علینقی وزیری                                          | ارکستر مدرسه عالی موسیقی (ویلن اول: صبا)                                                                 | ۱۳۰۸ ه‍. خ                                                                                          | بدافون                                                                                            | B ۰۹۰۳۱۸                                   | B ۰۹۰۳۱۸                                                | B ۰۹۰۳۱۸                                                | [ ۲۶ ]         |
| ۲۱ | دوست (بخش دوم)                                       | علینقی وزیری                                                    | روح‌انگیز، علینقی وزیری                                          | ارکستر مدرسه عالی موسیقی (ویلن اول: صبا)                                                                 | ۱۳۰۸ ه‍. خ                                                                                          | بدافون                                                                                            | B ۰۹۰۳۱۹                                   | B ۰۹۰۳۱۹                                                | B ۰۹۰۳۱۹                                                | [ ۲۶ ]         |
| ۲۲ | ای وطن - زرد ملیجه                                   | وزیری، ابوالحسن صبا                                             | روح‌انگیز                                                        | ارکستر، سولوی ویلن ابوالحسن صبا                                                                          | ۱۳۰۸ ه‍. خ                                                                                          | بدافون                                                                                            | B ۰۹۰۳۲۰                                   | B ۰۹۰۳۲۰                                                | B ۰۹۰۳۲۰                                                | [ ۲۶ ]         |
| ۲۳ | رنگ دشتی                                             | علینقی وزیری                                                    | بدون کلام                                                       | ارکستر، سولوی ویلن ابوالحسن صبا                                                                          | ۱۳۰۸ ه‍. خ                                                                                          | بدافون                                                                                            | B ۰۹۰۳۲۱                                   | B ۰۹۰۳۲۱                                                | B ۰۹۰۳۲۱                                                | [ ۲۶ ]         |
| ۲۴ | بهار ۱، افشار                                        | علینقی وزیری                                                    | روح‌انگیز                                                        | ارکستر مدرسه عالی موسیقی (ویلن اول: صبا)                                                                 | ۱۳۰۸ ه‍. خ                                                                                          | بدافون                                                                                            | B ۰۹۰۳۳۸                                   | B ۰۹۰۳۳۸                                                | B ۰۹۰۳۳۸                                                | [ ۲۶ ]         |
| دورهٔ سوم |                                                      |                                                                 |                                                                 | |                                                                                                   |                                                                                                   |                                            |                                                         |                                                         |                |
| این آثار مجموعه صفحه‌های گرامافونی است که در سال ۱۳۱۰ ه‍.ش توسط کمپانی بدافون آلمان با برچسب «پارلوفون» ضبط شده‌است. این مجموعه را کمپانی آغاسی به نمایندگی کمپانی بدافون در تهران تولید کرده‌است. در این دوره آثار متعددی همراه با ارکستر مدرسهٔ عالی وزیری به ضبط رسید که شامل برخی از تصنیف‌های علینقی وزیری، ترانه‌های کودکان، دو قسمت از اپرت گل‌رخ و چند سرود است که با خوانندگی روح‌انگیز و در برخی موارد با همراهی وزیری به اجرا درآمده است. صبا در روی دوم صفحهٔ «به یاد گیلان» با عنوان «همایون» که شامل اجرای قسمت‌هایی از دستگاه همایون و در روی اول آن، قطعاتی در آواز دشتی است، به تکنوازی پرداخته که به احتمال زیاد این نخستین صفحهٔ تکنوازیِ ویلن اختصاصی او است. ابوالحسن صبا در آثار این مجموعه نیز نوازندگی ویلن اول ارکستر مدرسهٔ عالی موسیقی را بر عهده داشته‌است. |                                                      |                                                                 |                                                                 | |                                                                                                   |                                                                                                   |                                            |                                                         |                                                         |                |
| شماره | نام قطعه                                             | آهنگساز                                                         | خواننده                                                         | نوازندگان                                                                                                | سال ضبط                                                                                           | کمپانی                                                                                            | شماره کاتالوگ صفحه/شماره قالب              | شماره کاتالوگ صفحه/شماره قالب                           | شماره کاتالوگ صفحه/شماره قالب                           | منبع           |
| ۱ | خاک ایران (از سروده‌های کودکان)                       | علینقی وزیری                                                    | روح‌انگیز، علینقی وزیری                                          | ارکستر مدرسه عالی موسیقی (ویلن اول: صبا)                                                                 | ۱۳۱۰ ه‍. خ                                                                                          | پارلوفون                                                                                          | B ۰۹۲۳۲۱                                   | B ۰۹۲۳۲۱                                                | B ۰۹۲۳۲۱                                                | [ ۲۷ ]         |
| ۲ | تاتی تاتی (از سروده‌های کودکان)                       | علینقی وزیری                                                    | روح‌انگیز                                                        | ارکستر مدرسه عالی موسیقی (ویلن اول: صبا)                                                                 | ۱۳۱۰ ه‍. خ                                                                                          | پارلوفون                                                                                          | B ۰۹۲۳۲۲                                   | B ۰۹۲۳۲۲                                                | B ۰۹۲۳۲۲                                                | [ ۲۷ ]         |
| ۳ | مادر (از سروده‌های کودکان)                            | علینقی وزیری                                                    | روح‌انگیز، علینقی وزیری                                          | ارکستر مدرسه عالی موسیقی (ویلن اول: صبا)                                                                 | ۱۳۱۰ ه‍. خ                                                                                          | پارلوفون                                                                                          | B ۰۹۲۳۲۳                                   | B ۰۹۲۳۲۳                                                | B ۰۹۲۳۲۳                                                | [ ۲۸ ]         |
| ۴ | کودک یتیم (از سروده‌های کودکان)                       | علینقی وزیری                                                    | روح‌انگیز                                                        | ارکستر مدرسه عالی موسیقی (ویلن اول: صبا)                                                                 | ۱۳۱۰ ه‍. خ                                                                                          | پارلوفون                                                                                          | B ۰۹۲۳۲۴                                   | B ۰۹۲۳۲۴                                                | B ۰۹۲۳۲۴                                                | [ ۲۸ ]         |
| ۵ | لالایی ۱                                             | علینقی وزیری                                                    | روح‌انگیز                                                        | ارکستر مدرسه عالی موسیقی (ویلن اول: صبا)                                                                 | ۱۳۱۰ ه‍. خ                                                                                          | پارلوفون                                                                                          | ؟                                          | ؟                                                       | ؟                                                       | [ ۲۸ ]         |
| ۶ | لالایی ۲                                             | علینقی وزیری                                                    | روح‌انگیز                                                        | ارکستر مدرسه عالی موسیقی (ویلن اول: صبا)                                                                 | ۱۳۱۰ ه‍. خ                                                                                          | پارلوفون                                                                                          | ؟                                          | ؟                                                       | ؟                                                       | [ ۲۸ ]         |
| ۷ | دل‌زار ۱، همایون                                      | علینقی وزیری                                                    | روح‌انگیز، علینقی وزیری                                          | ارکستر مدرسه عالی موسیقی (ویلن اول: صبا)                                                                 | ۱۳۱۰ ه‍. خ                                                                                          | پارلوفون                                                                                          | B ۰۹۲۳۴۴                                   | B ۰۹۲۳۴۴                                                | B ۰۹۲۳۴۴                                                | [ ۲۸ ]         |
| ۸ | دل‌زار ۲، همایون                                      | علینقی وزیری                                                    | روح‌انگیز، علینقی وزیری                                          | ارکستر مدرسه عالی موسیقی (ویلن اول: صبا)                                                                 | ۱۳۱۰ ه‍. خ                                                                                          | پارلوفون                                                                                          | B ۰۹۲۳۴۵                                   | B ۰۹۲۳۴۵                                                | B ۰۹۲۳۴۵                                                | [ ۲۸ ]         |
| ۹ | پیمان وفا ۱، شوشتری                                  | علینقی وزیری                                                    | روح‌انگیز، علینقی وزیری                                          | ارکستر مدرسه عالی موسیقی (ویلن اول: صبا)                                                                 | ۱۳۱۰ ه‍. خ                                                                                          | پارلوفون                                                                                          | B ۰۹۲۳۴۶                                   | B ۰۹۲۳۴۶                                                | B ۰۹۲۳۴۶                                                | [ ۲۸ ]         |
| ۱۰ | پیمان وفا ۲، شوشتری                                  | علینقی وزیری                                                    | روح‌انگیز، علینقی وزیری                                          | ارکستر مدرسه عالی موسیقی (ویلن اول: صبا)                                                                 | ۱۳۱۰ ه‍. خ                                                                                          | پارلوفون                                                                                          | B ۰۹۲۳۴۸                                   | B ۰۹۲۳۴۸                                                | B ۰۹۲۳۴۸                                                | [ ۲۸ ]         |
| ۱۱ | عاشق‌ساز ۱                                            | علینقی وزیری                                                    | روح‌انگیز                                                        | ارکستر مدرسه عالی موسیقی (ویلن اول: صبا)                                                                 | ۱۳۱۰ ه‍. خ                                                                                          | پارلوفون                                                                                          | B ۰۹۲۴۱۰                                   | B ۰۹۲۴۱۰                                                | B ۰۹۲۴۱۰                                                | [ ۲۸ ]         |
| ۱۲ | عاشق‌ساز ۲                                            | علینقی وزیری                                                    | روح‌انگیز                                                        | ارکستر مدرسه عالی موسیقی (ویلن اول: صبا)                                                                 | ۱۳۱۰ ه‍. خ                                                                                          | پارلوفون                                                                                          | B ۰۹۲۴۱۱                                   | B ۰۹۲۴۱۱                                                | B ۰۹۲۴۱۱                                                | [ ۲۸ ]         |
| ۱۳ | منقل وافور، از اپرت گل‌رخ                             | علینقی وزیری                                                    | روح‌انگیز، علینقی وزیری                                          | ارکستر مدرسه عالی موسیقی (ویلن اول: صبا)                                                                 | ۱۳۱۰ ه‍. خ                                                                                          | پارلوفون                                                                                          | B ۰۹۲۴۱۵                                   | B ۰۹۲۴۱۵                                                | B ۰۹۲۴۱۵                                                | [ ۲۸ ]         |
| ۱۴ | بوی تریاک، از اپرت گل‌رخ                              | علینقی وزیری                                                    | روح‌انگیز، علینقی وزیری                                          | ارکستر مدرسه عالی موسیقی (ویلن اول: صبا)                                                                 | ۱۳۱۰ ه‍. خ                                                                                          | پارلوفون                                                                                          | B ۰۹۲۴۱۶                                   | B ۰۹۲۴۱۶                                                | B ۰۹۲۴۱۶                                                | [ ۲۸ ]         |
| ۱۵ | اهل دل، ابوعطا                                       | علینقی وزیری                                                    | روح‌انگیز                                                        | ارکستر مدرسه عالی موسیقی (ویلن اول: صبا)                                                                 | ۱۳۱۰ ه‍. خ                                                                                          | پارلوفون                                                                                          | B ۰۹۲۴۱۷                                   | B ۰۹۲۴۱۷                                                | B ۰۹۲۴۱۷                                                | [ ۲۸ ]         |
| ۱۶ | به یاد گیلان، دشتی                                   | ابوالحسن صبا                                                    | بدون کلام                                                       | تکنوازی ویلن ابوالحسن صبا                                                                                | ۱۳۱۰ ه‍. خ                                                                                          | پارلوفون                                                                                          | B ۰۹۲۴۵۷                                   | B ۰۹۲۴۵۷                                                | B ۰۹۲۴۵۷                                                | [ ۲۸ ]         |
| ۱۷ | همایون                                               | ابوالحسن صبا                                                    | بدون کلام                                                       | تکنوازی ویلن ابوالحسن صبا                                                                                | ۱۳۱۰ ه‍. خ                                                                                          | پارلوفون                                                                                          | B ۰۹۲۴۵۸                                   | B ۰۹۲۴۵۸                                                | B ۰۹۲۴۵۸                                                | [ ۲۸ ]         |
| دورهٔ چهارم |                                                      |                                                                 |                                                                 | |                                                                                                   |                                                                                                   |                                            |                                                         |                                                         |                |
| آثار این دوره شامل صفحه‌هایی است که توسط کمپانی کلمبیای انگلستان در خرداد و تیر سال ۱۳۱۲ ه‍.ش در تهران ضبط شده‌اند. در این مجموعه چهار روی صفحه، تکنوازی ویلن صبا و سه روی صفحه، تصنیف‌های طنز با صدای خودش اجرا شده‌است. سایر آثار این دوره نیز شامل همراهیِ آواز رضاقلی‌میرزا ظلی، چند تصنیف جدی و فکاهی با صدای عزت روح‌بخش و فرح‌انگیز با همراهی ارکستر مشیر همایون شهردار می‌شود. نخستین اثر ضبط‌شده از روح‌بخش در این دوره بوده‌است. صفحه‌های این دوره در دو اندازهٔ ۲۵ سانتی‌متری با مدت زمان حدود ۳ دقیقه و ۳۰ سانتی‌متری با مدت زمان بیش از ۴ دقیقه منتشر شده‌اند. صدابردار این صفحه‌ها «هورس فرانک چاون» بوده‌است. |                                                      |                                                                 |                                                                 | |                                                                                                   |                                                                                                   |                                            |                                                         |                                                         |                |
| شماره | نام قطعه                                             | آهنگساز                                                         | خواننده                                                         | نوازندگان                                                                                                | سال ضبط                                                                                           | کمپانی                                                                                            | شماره کاتالوگ صفحه/شماره قالب              | شماره کاتالوگ صفحه/شماره قالب                           | شماره کاتالوگ صفحه/شماره قالب                           | منبع           |
| ۱ | تصنیف اصفهان، بخش ۱                                  | ؟                                                               | فرح‌انگیز(ایران خانم مطبوعی)                                     | صبا (ویلن)، مشیرهمایون (پیانو)، معروفی (تار)، ساغری (بم تار)، روح‌افزا (ویولا)، وزیری (درامز)             | ۱۳۱۲ ه‍. خ                                                                                          | کلمبیا                                                                                            | GP-15/WO-۳۹–۱                              | GP-15/WO-۳۹–۱                                           | GP-15/WO-۳۹–۱                                           | [ ۲۹ ]         |
| ۲ | خوشحال (ماهور)                                       | ؟                                                               | فرح‌انگیز(ایران خانم مطبوعی)                                     | صبا (ویلن)، مشیرهمایون (پیانو)، معروفی (تار)، ساغری (بم تار)، روح‌افزا (ویولا)، وزیری (درامز)             | ۱۳۱۲ ه‍. خ                                                                                          | کلمبیا                                                                                            | GP-15/WO-۴۰–۱                              | GP-15/WO-۴۰–۱                                           | GP-15/WO-۴۰–۱                                           | [ ۲۹ ]         |
| ۳ | تصنیف شوشتری، بخش ۱                                  | ؟                                                               | فرح‌انگیز(ایران خانم مطبوعی)                                     | صبا (ویلن)، مشیر همایون شهردار (پیانو)، معروفی (تار)، ساغری (بم تار)، روح‌افزا (ویولا)، مهدی غیاثی (تمبک) | ۱۳۱۲ ه‍. خ                                                                                          | کلمبیا                                                                                            | GP-16/WO-۴۰–۱                              | GP-16/WO-۴۰–۱                                           | GP-16/WO-۴۰–۱                                           | [ ۲۹ ]         |
| ۴ | تصنیف اصفهان، باغبان گل                              | ؟                                                               | فرح‌انگیز(ایران خانم مطبوعی)                                     | صبا (ویلن)، مشیر همایون شهردار (پیانو)، معروفی (تار)، ساغری (بم تار)، روح‌افزا (ویولا)، مهدی غیاثی (تمبک) | ۱۳۱۲ ه‍. خ                                                                                          | کلمبیا                                                                                            | GP-16/WO-۴۲–۱                              | GP-16/WO-۴۲–۱                                           | GP-16/WO-۴۲–۱                                           | [ ۲۹ ]         |
| ۵ | تصنیف چهارگاه، بخش ۱                                 | ؟                                                               | فرح‌انگیز(ایران خانم مطبوعی)                                     | صبا (ویلن)، مشیر همایون شهردار (پیانو)، معروفی (تار)، ساغری (بم تار)، روح‌افزا (ویولا)، مهدی غیاثی (تمبک) | ۱۳۱۲ ه‍. خ                                                                                          | کلمبیا                                                                                            | GP-9/WO-۴۳–۱                               | GP-9/WO-۴۳–۱                                            | GP-9/WO-۴۳–۱                                            | [ ۲۹ ]         |
| ۶ | تصنیف چهارگاه، بخش ۱                                 | ؟                                                               | فرح‌انگیز(ایران خانم مطبوعی)                                     | صبا (ویلن)، مشیر همایون شهردار (پیانو)، معروفی (تار)، ساغری (بم تار)، روح‌افزا (ویولا)، مهدی غیاثی (تمبک) | ۱۳۱۲ ه‍. خ                                                                                          | کلمبیا                                                                                            | GP-9/WO-۴۴–۱                               | GP-9/WO-۴۴–۱                                            | GP-9/WO-۴۴–۱                                            | [ ۲۹ ]         |
| ۷ | تصنیف پنج‌گاه، ماهور بخش ۱                            | ؟                                                               | فرح‌انگیز(ایران خانم مطبوعی)                                     | صبا (ویلن)، مشیر همایون شهردار (پیانو)، نوزاد (ویلن)، روح‌افزا (ویولا)                                    | ۱۳۱۲ ه‍. خ                                                                                          | کلمبیا                                                                                            | GP-2/WO-۵۷–۱                               | GP-2/WO-۵۷–۱                                            | GP-2/WO-۵۷–۱                                            | [ ۲۹ ]         |
| ۸ | تصنیف پنج‌گاه، ماهور بخش ۲                            | ؟                                                               | فرح‌انگیز(ایران خانم مطبوعی)                                     | صبا (ویلن)، مشیر همایون شهردار (پیانو)، نوزاد (ویلن)، روح‌افزا (ویولا)                                    | ۱۳۱۲ ه‍. خ                                                                                          | کلمبیا                                                                                            | GP-2/WO-۵۸–۱                               | GP-2/WO-۵۸–۱                                            | GP-2/WO-۵۸–۱                                            | [ ۲۹ ]         |
| ۹ | فاکستروت آش رشته                                     | ابوالحسن صبا                                                    | ابوالحسن صبا                                                    | ابوالحسن صبا (ویلن)، ضیاء مختاری (پیانو)                                                                 | ۱۳۱۲ ه‍. خ                                                                                          | کلمبیا                                                                                            | GP-33/WO-۷۱–۱                              | GP-33/WO-۷۱–۱                                           | GP-33/WO-۷۱–۱                                           | [ ۲۹ ]         |
| ۱۰ | فاکستروت سالک                                        | رکن‌الدین مختاری                                                 | ابوالحسن صبا                                                    | ابوالحسن صبا (ویلن)، ضیاء مختاری (پیانو)                                                                 | ۱۳۱۲ ه‍. خ                                                                                          | کلمبیا                                                                                            | GP-33/WO-۷۲–۲                              | GP-33/WO-۷۲–۲                                           | GP-33/WO-۷۲–۲                                           | [ ۲۹ ]         |
| ۱۱ | تصنیف چهارگاه (رشک پری ۱)                            | ؟                                                               | عزت روح‌بخش                                                      | ابوالحسن صبا (ویلن)، حسین استوار (پیانو)                                                                 | ۱۳۱۲ ه‍. خ                                                                                          | کلمبیا                                                                                            | GP-13/WO-۸۵–۱                              | GP-13/WO-۸۵–۱                                           | GP-13/WO-۸۵–۱                                           | [ ۲۹ ]         |
| ۱۲ | تصنیف چهارگاه (رشک پری ۲)                            | ؟                                                               | عزت روح‌بخش                                                      | ابوالحسن صبا (ویلن)، حسین استوار (پیانو)                                                                 | ۱۳۱۲ ه‍. خ                                                                                          | کلمبیا                                                                                            | GP-13/WO-۸۶–۱                              | GP-13/WO-۸۶–۱                                           | GP-13/WO-۸۶–۱                                           | [ ۳۰ ]         |
| ۱۳ | کوهستانی                                             | ابوالحسن صبا                                                    | بدون کلام                                                       | تکنوازی ویلن ابوالحسن صبا                                                                                | ۱۳۱۲ ه‍. خ                                                                                          | کلمبیا                                                                                            | GP-17/WO-۸۷–۱                              | GP-17/WO-۸۷–۱                                           | GP-17/WO-۸۷–۱                                           | [ ۳۰ ]         |
| ۱۴ | ابوعطا                                               | ابوالحسن صبا                                                    | بدون کلام                                                       | تکنوازی ویلن ابوالحسن صبا                                                                                | ۱۳۱۲ ه‍. خ                                                                                          | کلمبیا                                                                                            | GP-22/WO-۸۸–۱                              | GP-22/WO-۸۸–۱                                           | GP-22/WO-۸۸–۱                                           | [ ۳۰ ]         |
| ۱۵ | حجاز                                                 | ابوالحسن صبا                                                    | بدون کلام                                                       | تکنوازی ویلن ابوالحسن صبا                                                                                | ۱۳۱۲ ه‍. خ                                                                                          | کلمبیا                                                                                            | GP-22/WO-۸۹–۱                              | GP-22/WO-۸۹–۱                                           | GP-22/WO-۸۹–۱                                           | [ ۳۰ ]         |
| ۱۶ | بیات ترک                                             | ابوالحسن صبا                                                    | بدون کلام                                                       | تکنوازی ویلن ابوالحسن صبا                                                                                | ۱۳۱۲ ه‍. خ                                                                                          | کلمبیا                                                                                            | GP-1/WO-۹۰–۱                               | GP-1/WO-۹۰–۱                                            | GP-1/WO-۹۰–۱                                            | [ ۳۰ ]         |
| ۱۷ | گلبندک                                               | علینقی وزیری                                                    | ابوالحسن صبا                                                    | ابوالحسن صبا (ویلن)، ضیاء مختاری (پیانو)                                                                 | ۱۳۱۲ ه‍. خ                                                                                          | کلمبیا                                                                                            | GP-11/WO-۹۱–۱                              | GP-11/WO-۹۱–۱                                           | GP-11/WO-۹۱–۱                                           | [ ۳۰ ]         |
| ۱۸ | تصنیف سه‌گاه (بُتِ بی‌قرین ۱)                            | ؟                                                               | فرح‌انگیز(ایران خانم مطبوعی)                                     | صبا (ویلن)، مشیر همایون شهردار (پیانو)، نوزاد (ویلن)، روح‌افزا (ویولا)                                    | ۱۳۱۲ ه‍. خ                                                                                          | کلمبیا                                                                                            | GP-6/WO-۹۲–۱                               | GP-6/WO-۹۲–۱                                            | GP-6/WO-۹۲–۱                                            | [ ۳۰ ]         |
| ۱۹ | تصنیف سه‌گاه (بت بی‌قرین ۱)                            | ؟                                                               | فرح‌انگیز(ایران خانم مطبوعی)                                     | صبا (ویلن)، مشیر همایون شهردار (پیانو)، نوزاد (ویلن)، روح‌افزا (ویولا)                                    | ۱۳۱۲ ه‍. خ                                                                                          | کلمبیا                                                                                            | GP-6/WO-۹۳–۱                               | GP-6/WO-۹۳–۱                                            | GP-6/WO-۹۳–۱                                            | [ ۳۰ ]         |
| ۲۰ | مردیکه باز نیامد                                     | ؟                                                               | فرح‌انگیز(ایران خانم مطبوعی)                                     | ابوالحسن صبا (ویلن)، ضیاء مختاری (پیانو)                                                                 | ۱۳۱۲ ه‍. خ                                                                                          | کلمبیا                                                                                            | GP-11/WO-۹۴–۱                              | GP-11/WO-۹۴–۱                                           | GP-11/WO-۹۴–۱                                           | [ ۳۰ ]         |
| ۲۱ | تصنیف شور (بلبل ۱)                                   | ؟                                                               | فرح‌انگیز(ایران خانم مطبوعی)                                     | صبا (ویلن)، مشیر همایون شهردار (پیانو)، نوزاد (ویلن)، روح‌افزا (ویولا)، وزیری (درامز)                     | ۱۳۱۲ ه‍. خ                                                                                          | کلمبیا                                                                                            | GPX-2/WOX-۱۱–۲                             | GPX-2/WOX-۱۱–۲                                          | GPX-2/WOX-۱۱–۲                                          | [ ۳۰ ]         |
| ۲۲ | تصنیف شور (بلبل ۲)                                   | ؟                                                               | فرح‌انگیز(ایران خانم مطبوعی)                                     | صبا (ویلن)، مشیر همایون شهردار (پیانو)، نوزاد (ویلن)، روح‌افزا (ویولا)، وزیری (درامز)                     | ۱۳۱۲ ه‍. خ                                                                                          | کلمبیا                                                                                            | GPX-2/WOX-۱۲–۲                             | GPX-2/WOX-۱۲–۲                                          | GPX-2/WOX-۱۲–۲                                          | [ ۳۰ ]         |
| ۲۳ | تصنیف ابوعطا (مرغ حق، بخش ۲)                         | ؟                                                               | فرح‌انگیز(ایران خانم مطبوعی)                                     | صبا (ویلن)، مشیر همایون شهردار (پیانو)، موسی معروفی (تار)، ساغری (بم تار)، روح‌افزا (ویولا)               | ۱۳۱۲ ه‍. خ                                                                                          | کلمبیا                                                                                            | GPX-7/WOX-۱۶–۱                             | GPX-7/WOX-۱۶–۱                                          | GPX-7/WOX-۱۶–۱                                          | [ ۳۰ ]         |
| ۲۴ | تصنیف ماهور، بخش ۱                                   | ؟                                                               | فرح‌انگیز(ایران خانم مطبوعی)                                     | صبا (ویلن)، مشیر همایون شهردار (پیانو)، نوزاد (ویلن)، روح‌افزا (ویولا)                                    | ۱۳۱۲ ه‍. خ                                                                                          | کلمبیا                                                                                            | GPX-1/WOX-۱۹–۱                             | GPX-1/WOX-۱۹–۱                                          | GPX-1/WOX-۱۹–۱                                          | [ ۳۰ ]         |
| ۲۵ | تصنیف ماهور، بخش ۲                                   | ؟                                                               | فرح‌انگیز(ایران خانم مطبوعی)                                     | صبا (ویلن)، مشیر همایون شهردار (پیانو)، نوزاد (ویلن)، روح‌افزا (ویولا)                                    | ۱۳۱۲ ه‍. خ                                                                                          | کلمبیا                                                                                            | GPX-1/WOX-۲۰–۱                             | GPX-1/WOX-۲۰–۱                                          | GPX-1/WOX-۲۰–۱                                          | [ ۳۰ ]         |
| ۲۶ | آواز سه‌گاه                                           | رضاقلی میرزا ظلی، صبا                                           | رضاقلی میرزا ظلی                                                | ویلن ابوالحسن صبا                                                                                        | ۱۳۱۲ ه‍. خ                                                                                          | کلمبیا                                                                                            | GPX-4/WOX-۲۷–۱                             | GPX-4/WOX-۲۷–۱                                          | GPX-4/WOX-۲۷–۱                                          | [ ۳۰ ]         |
| ۲۷ | مخالف سه‌گاه                                          | رضاقلی میرزا ظلی، صبا                                           | رضاقلی میرزا ظلی                                                | ویلن ابوالحسن صبا                                                                                        | ۱۳۱۲ ه‍. خ                                                                                          | کلمبیا                                                                                            | GPX-4/WOX-۲۸–۱                             | GPX-4/WOX-۲۸–۱                                          | GPX-4/WOX-۲۸–۱                                          | [ ۳۰ ]         |
| دورهٔ پنجم |                                                      |                                                                 |                                                                 | |                                                                                                   |                                                                                                   |                                            |                                                         |                                                         |                |
| این دوره شامل مجموعه صفحه‌هایی است که در زمستان سال ۱۳۱۴ ه‍.ش توسط کمپانی سودوا (سوسیته اورینتاله دو دیسک) در کشور سوریه ضبط شده‌اند. در این دوره آثاری همچون تعدادی سرود، تصنیف عامیانه، جدی و کمیک، آواز، آثار بدون کلام و تکنوازی اجرا شده‌است. تکنوازی‌های صبا در این مجموعه شامل سه‌گاه و چهارمضراب زنگ شتر، همایون و چکاوک، بیات اصفهان و ماهور و دلکش است. بر روی برچسب برخی از این صفحه‌ها علاوه بر «ویلن صبا»، عبارت «کمانجه» نیز به اشتباه درج شده‌است. صدای صبا در برخی ترانه‌های طنز یا عامیانهٔ این مجموعه به صورت همخوان شنیده می‌شود. نمایندگی فروش این صفحه‌ها را کمپانی آغاسی (لاله‌زار) در تهران بر عهده داشته‌است. |                                                      |                                                                 |                                                                 | |                                                                                                   |                                                                                                   |                                            |                                                         |                                                         |                |
| شماره | نام قطعه                                             | آهنگساز                                                         | خواننده                                                         | نوازندگان                                                                                                | سال ضبط                                                                                           | کمپانی                                                                                            | شماره کاتالوگ صفحه/شماره قالب              | شماره کاتالوگ صفحه/شماره قالب                           | شماره کاتالوگ صفحه/شماره قالب                           | منبع           |
| ۱ | آلاگارسون (جامعه باربد)                              | اسماعیل مهرتاش                                                  | جواد بدیع‌زاده                                                   | ابوالحسن صبا، فرهاد معتمد (ف - م)                                                                        | ۱۳۱۴ ه‍. خ                                                                                          | سودوا                                                                                             | W ۱۱۶۱                                     | W ۱۱۶۱                                                  | W ۱۱۶۱                                                  | [ ۳۲ ]         |
| ۲ | زالزالک (جامعه باربد)                                | اسماعیل مهرتاش                                                  | جواد بدیع‌زاده                                                   | ابوالحسن صبا، فرهاد معتمد (ف - م)                                                                        | ۱۳۱۴ ه‍. خ                                                                                          | سودوا                                                                                             | W ۱۱۶۲                                     | W ۱۱۶۲                                                  | W ۱۱۶۲                                                  | [ ۳۲ ]         |
| ۳ | شوفر (جامعه باربد)                                   | اسماعیل مهرتاش                                                  | جواد بدیع‌زاده                                                   | ابوالحسن صبا، فرهاد معتمد (ف - م)                                                                        | ۱۳۱۴ ه‍. خ                                                                                          | سودوا                                                                                             | W ۱۱۶۵                                     | W ۱۱۶۵                                                  | W ۱۱۶۵                                                  | [ ۳۲ ]         |
| ۴ | والده مشهدی ماشاالله (جامعه باربد)                   | اسماعیل مهرتاش                                                  | جواد بدیع‌زاده                                                   | ابوالحسن صبا، فرهاد معتمد (ف - م)                                                                        | ۱۳۱۴ ه‍. خ                                                                                          | سودوا                                                                                             | W ۱۱۶۱                                     | W ۱۱۶۱                                                  | W ۱۱۶۱                                                  | [ ۳۲ ]         |
| ۵ | سلام شاهنشاهی ۱                                      | جواد بدیع‌زاده                                                   | جواد بدیع‌زاده                                                   | ابوالحسن صبا، فرهاد معتمد (ف - م)                                                                        | ۱۳۱۴ ه‍. خ                                                                                          | سودوا                                                                                             | W ۱۱۷۱                                     | W ۱۱۷۱                                                  | W ۱۱۷۱                                                  | [ ۳۲ ]         |
| ۶ | سلام شاهنشاهی ۲                                      | جواد بدیع‌زاده                                                   | جواد بدیع‌زاده                                                   | ابوالحسن صبا، فرهاد معتمد (ف - م)                                                                        | ۱۳۱۴ ه‍. خ                                                                                          | سودوا                                                                                             | W ۱۱۷۲                                     | W ۱۱۷۲                                                  | W ۱۱۷۲                                                  | [ ۳۲ ]         |
| ۷ | قربون آن خدا برم (جامعه باربد)                       | اسماعیل مهرتاش                                                  | مادام پری                                                       | ابوالحسن صبا، فرهاد معتمد (ف - م)                                                                        | ۱۳۱۴ ه‍. خ                                                                                          | سودوا                                                                                             | W ۱۱۷۵                                     | W ۱۱۷۵                                                  | W ۱۱۷۵                                                  | [ ۳۲ ]         |
| ۸ | باز جای شکرش باقیه (جامعه باربد)                     | اسماعیل مهرتاش                                                  | مادام پری                                                       | ابوالحسن صبا، فرهاد معتمد (ف - م)                                                                        | ۱۳۱۴ ه‍. خ                                                                                          | سودوا                                                                                             | W ۱۱۷۶                                     | W ۱۱۷۶                                                  | W ۱۱۷۶                                                  | [ ۳۲ ]         |
| ۹ | رنگ شور (جامعه باربد)                                | اسماعیل مهرتاش                                                  | بدون کلام                                                       | ابوالحسن صبا، فرهاد معتمد (ف - م)                                                                        | ۱۳۱۴ ه‍. خ                                                                                          | سودوا                                                                                             | W ۱۱۷۷                                     | W ۱۱۷۷                                                  | W ۱۱۷۷                                                  | [ ۳۲ ]         |
| ۱۰ | رنگ ماهور (جامعه باربد)                              | اسماعیل مهرتاش                                                  | بدون کلام                                                       | ابوالحسن صبا، فرهاد معتمد (ف - م)                                                                        | ۱۳۱۴ ه‍. خ                                                                                          | سودوا                                                                                             | W ۱۱۷۸                                     | W ۱۱۷۸                                                  | W ۱۱۷۸                                                  | [ ۳۲ ]         |
| ۱۱ | مارش                                                 | ؟                                                               | بدون کلام                                                       | ابوالحسن صبا، فرهاد معتمد (ف - م)                                                                        | ۱۳۱۴ ه‍. خ                                                                                          | سودوا                                                                                             | W ۱۱۸۳                                     | W ۱۱۸۳                                                  | W ۱۱۸۳                                                  | [ ۳۲ ]         |
| ۱۲ | گل پونه (جامعه باربد)                                | اسماعیل مهرتاش                                                  | جواد بدیع‌زاده                                                   | ابوالحسن صبا، فرهاد معتمد (ف - م)                                                                        | ۱۳۱۴ ه‍. خ                                                                                          | سودوا                                                                                             | W ۱۱۸۴                                     | W ۱۱۸۴                                                  | W ۱۱۸۴                                                  | [ ۳۲ ]         |
| ۱۳ | بیکار (جامعه باربد)                                  | اسماعیل مهرتاش                                                  | جواد بدیع‌زاده                                                   | ابوالحسن صبا، فرهاد معتمد (ف - م)                                                                        | ۱۳۱۴ ه‍. خ                                                                                          | سودوا                                                                                             | W ۱۱۸۵                                     | W ۱۱۸۵                                                  | W ۱۱۸۵                                                  | [ ۳۲ ]         |
| ۱۴ | رنگ اصفهان (جامعه باربد)                             | اسماعیل مهرتاش                                                  | بدون کلام                                                       | ابوالحسن صبا، فرهاد معتمد (ف - م)                                                                        | ۱۳۱۴ ه‍. خ                                                                                          | سودوا                                                                                             | W ۱۱۸۶                                     | W ۱۱۸۶                                                  | W ۱۱۸۶                                                  | [ ۳۲ ]         |
| ۱۵ | هرگز نمی‌خواهم                                        | جواد بدیع‌زاده                                                   | مادام پری، بدیع‌زاده                                             | ابوالحسن صبا، فرهاد معتمد (ف - م)                                                                        | ۱۳۱۴ ه‍. خ                                                                                          | سودوا                                                                                             | W ۱۱۸۷                                     | W ۱۱۸۷                                                  | W ۱۱۸۷                                                  | [ ۳۲ ]         |
| ۱۶ | بازآمدم                                              | جواد بدیع‌زاده                                                   | مادام پری، بدیع‌زاده                                             | ابوالحسن صبا، فرهاد معتمد (ف - م)                                                                        | ۱۳۱۴ ه‍. خ                                                                                          | سودوا                                                                                             | W ۱۱۸۸                                     | W ۱۱۸۸                                                  | W ۱۱۸۸                                                  | [ ۳۲ ]         |
| ۱۷ | خیلی قشنگه ۱                                         | جواد بدیع‌زاده                                                   | جواد بدیع‌زاده                                                   | ابوالحسن صبا، فرهاد معتمد (ف - م)                                                                        | ۱۳۱۴ ه‍. خ                                                                                          | سودوا                                                                                             | W ۱۱۸۹                                     | W ۱۱۸۹                                                  | W ۱۱۸۹                                                  | [ ۳۲ ]         |
| ۱۸ | خیلی قشنگه ۲                                         | جواد بدیع‌زاده                                                   | جواد بدیع‌زاده                                                   | ابوالحسن صبا، فرهاد معتمد (ف - م)                                                                        | ۱۳۱۴ ه‍. خ                                                                                          | سودوا                                                                                             | W ۱۱۹۰                                     | W ۱۱۹۰                                                  | W ۱۱۹۰                                                  | [ ۳۳ ]         |
| ۱۹ | کیه؟ وا کن (جامعه باربد)                             | اسماعیل مهرتاش                                                  | مادام پری                                                       | ابوالحسن صبا، فرهاد معتمد (ف - م)                                                                        | ۱۳۱۴ ه‍. خ                                                                                          | سودوا                                                                                             | W ۱۱۹۱                                     | W ۱۱۹۱                                                  | W ۱۱۹۱                                                  | [ ۳۳ ]         |
| ۲۰ | پرچم ایران                                           | جواد بدیع‌زاده                                                   | جواد بدیع‌زاده                                                   | ابوالحسن صبا، فرهاد معتمد (ف - م)                                                                        | ۱۳۱۴ ه‍. خ                                                                                          | سودوا                                                                                             | W ۱۱۹۴                                     | W ۱۱۹۴                                                  | W ۱۱۹۴                                                  | [ ۳۳ ]         |
| ۲۱ | به‌یادگار رفع حجاب نسوان ایران                        | جواد بدیع‌زاده                                                   | جواد بدیع‌زاده                                                   | ابوالحسن صبا، فرهاد معتمد (ف - م)                                                                        | ۱۳۱۴ ه‍. خ                                                                                          | سودوا                                                                                             | W ۱۱۹۵                                     | W ۱۱۹۵                                                  | W ۱۱۹۵                                                  | [ ۳۳ ]         |
| ۲۲ | تریاکی (جامعه باربد)                                 | اسماعیل مهرتاش                                                  | جواد بدیع‌زاده                                                   | ابوالحسن صبا، فرهاد معتمد (ف - م)                                                                        | ۱۳۱۴ ه‍. خ                                                                                          | سودوا                                                                                             | W ۱۲۰۰                                     | W ۱۲۰۰                                                  | W ۱۲۰۰                                                  | [ ۳۳ ]         |
| ۲۳ | دستگاه ماهور                                         | ابوالحسن صبا                                                    | بدون کلام                                                       | تکنوازی ویلن ابوالحسن صبا                                                                                | ۱۳۱۴ ه‍. خ                                                                                          | سودوا                                                                                             | W ۱۲۰۱                                     | W ۱۲۰۱                                                  | W ۱۲۰۱                                                  | [ ۳۳ ]         |
| ۲۴ | دلکش                                                 | ابوالحسن صبا                                                    | بدون کلام                                                       | تکنوازی ویلن ابوالحسن صبا                                                                                | ۱۳۱۴ ه‍. خ                                                                                          | سودوا                                                                                             | W ۱۲۰۲                                     | W ۱۲۰۲                                                  | W ۱۲۰۲                                                  | [ ۳۳ ]         |
| ۲۵ | زنگ شتر، سه‌گاه                                       | ابوالحسن صبا                                                    | بدون کلام                                                       | تکنوازی ویلن ابوالحسن صبا                                                                                | ۱۳۱۴ ه‍. خ                                                                                          | سودوا                                                                                             | W ۱۲۰۹                                     | W ۱۲۰۹                                                  | W ۱۲۰۹                                                  | [ ۳۳ ]         |
| ۲۶ | دستگاه سه‌گاه                                         | ابوالحسن صبا                                                    | بدون کلام                                                       | تکنوازی ویلن ابوالحسن صبا                                                                                | ۱۳۱۴ ه‍. خ                                                                                          | سودوا                                                                                             | W ۱۲۱۰                                     | W ۱۲۱۰                                                  | W ۱۲۱۰                                                  | [ ۳۳ ]         |
| ۲۷ | پیش‌درآمد شور ۱                                       | ؟                                                               | بدون کلام                                                       | ابوالحسن صبا، فرهاد معتمد (ف - م) و نوازندگان عربی (به‌یاد جامعه باربد با شرکت موسیقی عرب)                | ۱۳۱۴ ه‍. خ                                                                                          | سودوا                                                                                             | W ۱۲۱۲                                     | W ۱۲۱۲                                                  | W ۱۲۱۲                                                  | [ ۳۳ ]         |
| ۲۸ | پیش‌درآمد شور ۲                                       | ؟                                                               | بدون کلام                                                       | ابوالحسن صبا، فرهاد معتمد (ف - م) و نوازندگان عربی (به‌یاد جامعه باربد با شرکت موسیقی عرب)                | ۱۳۱۴ ه‍. خ                                                                                          | سودوا                                                                                             | W ۱۲۱۳                                     | W ۱۲۱۳                                                  | W ۱۲۱۳                                                  | [ ۳۳ ]         |
| ۲۹ | خزان عشق ۱                                           | جواد بدیع‌زاده                                                   | جواد بدیع‌زاده                                                   | ابوالحسن صبا، فرهاد معتمد (ف - م)                                                                        | ۱۳۱۴ ه‍. خ                                                                                          | سودوا                                                                                             | W ۱۲۱۴                                     | W ۱۲۱۴                                                  | W ۱۲۱۴                                                  | [ ۳۳ ]         |
| ۳۰ | خزان عشق ۲                                           | جواد بدیع‌زاده                                                   | جواد بدیع‌زاده                                                   | ابوالحسن صبا، فرهاد معتمد (ف - م)                                                                        | ۱۳۱۴ ه‍. خ                                                                                          | سودوا                                                                                             | W ۱۲۱۵                                     | W ۱۲۱۵                                                  | W ۱۲۱۵                                                  | [ ۳۳ ]         |
| ۳۱ | داد دل ۱                                             | جواد بدیع‌زاده                                                   | جواد بدیع‌زاده                                                   | ابوالحسن صبا، فرهاد معتمد (ف - م)                                                                        | ۱۳۱۴ ه‍. خ                                                                                          | سودوا                                                                                             | W ۱۲۱۶                                     | W ۱۲۱۶                                                  | W ۱۲۱۶                                                  | [ ۳۳ ]         |
| ۳۲ | داد دل ۲                                             | جواد بدیع‌زاده                                                   | جواد بدیع‌زاده                                                   | ابوالحسن صبا، فرهاد معتمد (ف - م)                                                                        | ۱۳۱۴ ه‍. خ                                                                                          | سودوا                                                                                             | W ۱۲۱۷                                     | W ۱۲۱۷                                                  | W ۱۲۱۷                                                  | [ ۳۳ ]         |
| ۳۳ | آواز زابل                                            | جواد بدیع‌زاده                                                   | جواد بدیع‌زاده                                                   | ابوالحسن صبا، فرهاد معتمد (ف - م)                                                                        | ۱۳۱۴ ه‍. خ                                                                                          | سودوا                                                                                             | W ۱۲۱۹                                     | W ۱۲۱۹                                                  | W ۱۲۱۹                                                  | [ ۳۳ ]         |
| ۳۴ | آواز سه‌گاه                                           | جواد بدیع‌زاده                                                   | جواد بدیع‌زاده                                                   | ابوالحسن صبا، فرهاد معتمد (ف - م)                                                                        | ۱۳۱۴ ه‍. خ                                                                                          | سودوا                                                                                             | W ۱۲۲۰                                     | W ۱۲۲۰                                                  | W ۱۲۲۰                                                  | [ ۳۳ ]         |
| ۳۵ | دستگاه همایون                                        | ابوالحسن صبا                                                    | بدون کلام                                                       | تکنوازی ویلن ابوالحسن صبا                                                                                | ۱۳۱۴ ه‍. خ                                                                                          | سودوا                                                                                             | W ۱۲۲۱                                     | W ۱۲۲۱                                                  | W ۱۲۲۱                                                  | [ ۳۳ ]         |
| ۳۶ | چکاوک                                                | ابوالحسن صبا                                                    | بدون کلام                                                       | تکنوازی ویلن ابوالحسن صبا                                                                                | ۱۳۱۴ ه‍. خ                                                                                          | سودوا                                                                                             | W ۱۲۲۲                                     | W ۱۲۲۲                                                  | W ۱۲۲۲                                                  | [ ۳۳ ]         |
| ۳۷ | بیات اصفهان ۱ (به یاد غزاله)                         | ابوالحسن صبا                                                    | بدون کلام                                                       | تکنوازی ویلن ابوالحسن صبا                                                                                | ۱۳۱۴ ه‍. خ                                                                                          | سودوا                                                                                             | ? W                                        | ? W                                                     | ? W                                                     | [ ۳۳ ]         |
| ۳۸ | بیات اصفهان ۲                                        | ابوالحسن صبا                                                    | بدون کلام                                                       | تکنوازی ویلن ابوالحسن صبا                                                                                | ۱۳۱۴ ه‍. خ                                                                                          | سودوا                                                                                             | ? W                                        | ? W                                                     | ? W                                                     | [ ۳۳ ]         |
| ۳۹ | آواز منصوری                                          | جواد بدیع‌زاده                                                   | جواد بدیع‌زاده                                                   | ابوالحسن صبا، فرهاد معتمد (ف - م)                                                                        | ۱۳۱۴ ه‍. خ                                                                                          | سودوا                                                                                             | W ۱۲۲۳                                     | W ۱۲۲۳                                                  | W ۱۲۲۳                                                  | [ ۳۳ ]         |
| ۴۰ | آواز اشک                                             | جواد بدیع‌زاده                                                   | جواد بدیع‌زاده                                                   | ابوالحسن صبا، فرهاد معتمد (ف - م)                                                                        | ۱۳۱۴ ه‍. خ                                                                                          | سودوا                                                                                             | W ۱۲۲۴                                     | W ۱۲۲۴                                                  | W ۱۲۲۴                                                  | [ ۳۵ ]         |
| ۴۱ | آواز شکسته                                           | جواد بدیع‌زاده                                                   | جواد بدیع‌زاده                                                   | ابوالحسن صبا، فرهاد معتمد (ف - م)                                                                        | ۱۳۱۴ ه‍. خ                                                                                          | سودوا                                                                                             | W ۱۲۲۵                                     | W ۱۲۲۵                                                  | W ۱۲۲۵                                                  | [ ۳۵ ]         |
| ۴۲ | آواز دلکش                                            | جواد بدیع‌زاده                                                   | جواد بدیع‌زاده                                                   | ابوالحسن صبا، فرهاد معتمد (ف - م)                                                                        | ۱۳۱۴ ه‍. خ                                                                                          | سودوا                                                                                             | W ۱۲۲۶                                     | W ۱۲۲۶                                                  | W ۱۲۲۶                                                  | [ ۳۵ ]         |
| ۴۳ | والنسیا (جامعه باربد)                                | اسماعیل مهرتاش                                                  | جواد بدیع‌زاده                                                   | ابوالحسن صبا، فرهاد معتمد (ف - م)                                                                        | ۱۳۱۴ ه‍. خ                                                                                          | سودوا                                                                                             | W ۱۲۲۷                                     | W ۱۲۲۷                                                  | W ۱۲۲۷                                                  | [ ۳۵ ]         |
| ۴۴ | لحیم کردن (جامعه باربد)                              | اسماعیل مهرتاش                                                  | جواد بدیع‌زاده                                                   | ابوالحسن صبا، فرهاد معتمد (ف - م)                                                                        | ۱۳۱۴ ه‍. خ                                                                                          | سودوا                                                                                             | W ۱۲۳۱                                     | W ۱۲۳۱                                                  | W ۱۲۳۱                                                  | [ ۳۵ ]         |
| ۴۵ | رنگ ۱                                                | ؟                                                               | بدون کلام                                                       | ارکستر ایرانی                                                                                            | ۱۳۱۴ ه‍. خ                                                                                          | سودوا                                                                                             | W ۱۲۳۲                                     | W ۱۲۳۲                                                  | W ۱۲۳۲                                                  | [ ۳۵ ]         |
| ۴۶ | رنگ ۲                                                | ؟                                                               | بدون کلام                                                       | ارکستر ایرانی                                                                                            | ۱۳۱۴ ه‍. خ                                                                                          | سودوا                                                                                             | W ۱۲۳۳                                     | W ۱۲۳۳                                                  | W ۱۲۳۳                                                  | [ ۳۵ ]         |
| دورهٔ ششم |                                                      |                                                                 |                                                                 | |                                                                                                   |                                                                                                   |                                            |                                                         |                                                         |                |
| این دوره آثار ضبط شده توسط کمپانی سودوا را دربردارد که در زمستان سال ۱۳۱۷ ه‍.ش در سوریه ضبط شده‌اند. در برخی از آثار این مجموعه، صدای ساز عود سامی ملاح (نوازندهٔ عرب مقیم حلب) و در برخی دیگر صدای تارِ آشود آرستمیان، تسولاک، ساشا و کمانچه یا ویلن موسیو هایکو (نوازندگان ارمنی‌تبار که در آن سفر به گروه هنرمندان ایرانی اضافه شده بودند) نیز شنیده می‌شود. صفحه‌های این دوره در اندازهٔ ۲۵ سانتی‌متری با مدت زمان حدود ۳ دقیقه تولید شده و توسط کمپانی آغاسی (لاله‌زار) در تهران به فروش رسیدند. در تعدادی از صفحه‌های این مجموعه که خوانندگی آن‌ها را ملکه برومند بر عهده داشته، نغمه‌های محلی استفاده شده‌است. این آثار را صبا با آموزش و کوشش، به همراه نوای ویلن خود، اجرا و ضبط کرده‌است. صفحهٔ «آواز صدری» (با روایت صبا از خوانندهٔ مشهور مذهبی، صدر اصفهانی)، صفحهٔ «دل بردی از من»، قطعهٔ «در قفس» و «آواز دیلمان» در صفحهٔ «پایبند مهر» از جملهٔ این آثار هستند. |                                                      |                                                                 |                                                                 | |                                                                                                   |                                                                                                   |                                            |                                                         |                                                         |                |
| شماره | نام قطعه                                             | آهنگساز                                                         | خواننده                                                         | نوازندگان                                                                                                | سال ضبط                                                                                           | کمپانی                                                                                            | شماره کاتالوگ صفحه/شماره قالب              | شماره کاتالوگ صفحه/شماره قالب                           | شماره کاتالوگ صفحه/شماره قالب                           | منبع           |
| ۱ | تصنیف ابوعطا (جفای گلچین ۱)                          | ؟                                                               | تاج اصفهانی                                                     | ابوالحسن صبا (ویلن)، مرتضی محجوبی (پیانو)، سامی ملاح (عود)                                               | ۱۳۱۷ ه‍. خ                                                                                          | سودوا                                                                                             | ۲۸۱۳                                       | ۲۸۱۳                                                    | ۲۸۱۳                                                    | [ ۳۶ ]         |
| ۲ | تصنیف ابوعطا (جفای گلچین ۲)                          | ؟                                                               | تاج اصفهانی                                                     | ابوالحسن صبا (ویلن)، مرتضی محجوبی (پیانو)، سامی ملاح (عود)                                               | ۱۳۱۷ ه‍. خ                                                                                          | سودوا                                                                                             | ۲۸۱۴                                       | ۲۸۱۴                                                    | ۲۸۱۴                                                    | [ ۳۶ ]         |
| ۳ | به‌افتخار ورود والاحضرت فوزیه به کشور ایران ۱         | ؟                                                               | جواد بدیع‌زاده                                                   | ابوالحسن صبا (ویلن)، مرتضی محجوبی (پیانو)، سامی ملاح (عود)                                               | ۱۳۱۷ ه‍. خ                                                                                          | سودوا                                                                                             | ۲۸۱۵                                       | ۲۸۱۵                                                    | ۲۸۱۵                                                    | [ ۳۶ ]         |
| ۴ | به‌افتخار ورود والاحضرت فوزیه به کشور ایران ۲         | ؟                                                               | جواد بدیع‌زاده                                                   | ابوالحسن صبا (ویلن)، مرتضی محجوبی (پیانو)، سامی ملاح (عود)                                               | ۱۳۱۷ ه‍. خ                                                                                          | سودوا                                                                                             | ۲۸۱۶                                       | ۲۸۱۶                                                    | ۲۸۱۶                                                    | [ ۳۶ ]         |
| ۵ | عیش مدام ۱                                           | ؟                                                               | ملوک ضرابی                                                      | ابوالحسن صبا (ویلن)، حسینقلی طاطایی (ویلن)، مرتضی محجوبی (پیانو)                                         | ۱۳۱۷ ه‍. خ                                                                                          | سودوا                                                                                             | ۲۸۴۹                                       | ۲۸۴۹                                                    | ۲۸۴۹                                                    | [ ۳۷ ]         |
| ۶ | عیش مدام ۲                                           | ؟                                                               | ملوک ضرابی                                                      | ابوالحسن صبا (ویلن)، حسینقلی طاطایی (ویلن)، مرتضی محجوبی (پیانو)                                         | ۱۳۱۷ ه‍. خ                                                                                          | سودوا                                                                                             | ۲۸۵۰                                       | ۲۸۵۰                                                    | ۲۸۵۰                                                    | [ ۳۷ ]         |
| ۷ | ضربی اصفهان                                          | ؟                                                               | ملوک ضرابی                                                      | ابوالحسن صبا (ویلن)، حسینقلی طاطایی (ویلن)، مرتضی محجوبی (پیانو)                                         | ۱۳۱۷ ه‍. خ                                                                                          | سودوا                                                                                             | ۲۸۵۱                                       | ۲۸۵۱                                                    | ۲۸۵۱                                                    | [ ۳۷ ]         |
| ۸ | ضربی افشار                                           | ؟                                                               | ملوک ضرابی                                                      | ابوالحسن صبا (ویلن)، حسینقلی طاطایی (ویلن)، مرتضی محجوبی (پیانو)                                         | ۱۳۱۷ ه‍. خ                                                                                          | سودوا                                                                                             | ۲۸۵۲                                       | ۲۸۵۲                                                    | ۲۸۵۲                                                    | [ ۳۷ ]         |
| ۹ | افشار (بهار زندگانی ۱)                               | ؟                                                               | تاج اصفهانی                                                     | ابوالحسن صبا (ویلن)، حسینقلی طاطایی (ویلن)، مرتضی محجوبی (پیانو)                                         | ۱۳۱۷ ه‍. خ                                                                                          | سودوا                                                                                             | ۲۸۶۳                                       | ۲۸۶۳                                                    | ۲۸۶۳                                                    | [ ۳۷ ]         |
| ۱۰ | افشار (بهار زندگانی ۲)                               | ؟                                                               | تاج اصفهانی                                                     | ابوالحسن صبا (ویلن)، حسینقلی طاطایی (ویلن)، مرتضی محجوبی (پیانو)                                         | ۱۳۱۷ ه‍. خ                                                                                          | سودوا                                                                                             | ۲۸۶۴                                       | ۲۸۶۴                                                    | ۲۸۶۴                                                    | [ ۳۷ ]         |
| ۱۱ | تصنیف ابوعطا (پیام عاشق ۱)                           | عبدالحسین برازنده                                               | ملکه برومند (م-ب)                                               | ابوالحسن صبا (ویلن)، مرتضی محجوبی (پیانو)، سامی ملاح (عود)                                               | ۱۳۱۷ ه‍. خ                                                                                          | سودوا                                                                                             | ۲۸۶۷                                       | ۲۸۶۷                                                    | ۲۸۶۷                                                    | [ ۳۸ ] [ ۳۹ ]  |
| ۱۲ | تصنیف ابوعطا (پیام عاشق ۲)                           | عبدالحسین برازنده                                               | ملکه برومند (م-ب)                                               | ابوالحسن صبا (ویلن)، مرتضی محجوبی (پیانو)، سامی ملاح (عود)                                               | ۱۳۱۷ ه‍. خ                                                                                          | سودوا                                                                                             | ۲۸۶۸                                       | ۲۸۶۸                                                    | ۲۸۶۸                                                    | [ ۴۰ ]         |
| ۱۳ | تصنیف سه‌گاه (عشق خالص ۱)                             | ؟                                                               | ملکه برومند (م-ب)                                               | ابوالحسن صبا (ویلن)، مرتضی محجوبی (پیانو)، سامی ملاح (عود)                                               | ۱۳۱۷ ه‍. خ                                                                                          | سودوا                                                                                             | ۲۸۷۳                                       | ۲۸۷۳                                                    | ۲۸۷۳                                                    | [ ۴۰ ]         |
| ۱۴ | تصنیف سه‌گاه (عشق خالص ۲)                             | ؟                                                               | ملکه برومند (م-ب)                                               | ابوالحسن صبا (ویلن)، مرتضی محجوبی (پیانو)، سامی ملاح (عود)                                               | ۱۳۱۷ ه‍. خ                                                                                          | سودوا                                                                                             | ۲۸۷۴                                       | ۲۸۷۴                                                    | ۲۸۷۴                                                    | [ ۴۰ ]         |
| ۱۵ | دل بردی از من (صدری)                                 | صدر اصفهانی، صبا                                                | ملکه برومند (م-ب)                                               | ابوالحسن صبا (ویلن)، مرتضی محجوبی (پیانو)                                                                | ۱۳۱۷ ه‍. خ                                                                                          | سودوا                                                                                             | ۲۸۹۳                                       | ۲۸۹۳                                                    | ۲۸۹۳                                                    | [ ۴۰ ]         |
| ۱۶ | پایبند مهر (در قفس و دیلمان)                         | ابوالحسن صبا                                                    | ملکه برومند (م-ب)                                               | ابوالحسن صبا (ویلن)، مرتضی محجوبی (پیانو)                                                                | ۱۳۱۷ ه‍. خ                                                                                          | سودوا                                                                                             | ۲۸۹۴                                       | ۲۸۹۴                                                    | ۲۸۹۴                                                    | [ ۴۰ ]         |
| ۱۷ | تصنیف اصفهان (ز دست محبوب)                           | ؟                                                               | ملکه برومند (م-ب)                                               | ابوالحسن صبا (ویلن)، مرتضی محجوبی (پیانو)، سامی ملاح (عود)                                               | ۱۳۱۷ ه‍. خ                                                                                          | سودوا                                                                                             | ۲۸۹۵                                       | ۲۸۹۵                                                    | ۲۸۹۵                                                    | [ ۴۰ ]         |
| ۱۸ | تصنیف ماهور (شیدا)                                   | ؟                                                               | ملکه برومند (م-ب)                                               | ابوالحسن صبا (ویلن)، مرتضی محجوبی (پیانو)، سامی ملاح (عود)                                               | ۱۳۱۷ ه‍. خ                                                                                          | سودوا                                                                                             | ۲۸۹۶                                       | ۲۸۹۶                                                    | ۲۸۹۶                                                    | [ ۴۰ ]         |
| ۱۹ | تصنیف ترک (پری‌رو ۱)                                  | ؟                                                               | تاج اصفهانی                                                     | ابوالحسن صبا (ویلن)، حسینقلی طاطایی (ویلن)، مرتضی محجوبی (پیانو)، سامی ملاح (عود)                        | ۱۳۱۷ ه‍. خ                                                                                          | سودوا                                                                                             | ۲۹۰۳                                       | ۲۹۰۳                                                    | ۲۹۰۳                                                    | [ ۴۰ ]         |
| ۲۰ | تصنیف ترک (پری‌رو ۲)                                  | ؟                                                               | تاج اصفهانی                                                     | ابوالحسن صبا (ویلن)، حسینقلی طاطایی (ویلن)، مرتضی محجوبی (پیانو)، سامی ملاح (عود)                        | ۱۳۱۷ ه‍. خ                                                                                          | سودوا                                                                                             | ۲۹۰۴                                       | ۲۹۰۴                                                    | ۲۹۰۴                                                    | [ ۴۰ ]         |
| ۲۱ | بلبل پربسته ۱                                        | ؟                                                               | جواد بدیع‌زاده                                                   | ابوالحسن صبا (ویلن)، مرتضی محجوبی (پیانو)                                                                | ۱۳۱۷ ه‍. خ                                                                                          | سودوا                                                                                             | ۲۹۲۹                                       | ۲۹۲۹                                                    | ۲۹۲۹                                                    | [ ۴۰ ]         |
| ۲۲ | بلبل پربسته ۲                                        | ؟                                                               | جواد بدیع‌زاده                                                   | ابوالحسن صبا (ویلن)، مرتضی محجوبی (پیانو)                                                                | ۱۳۱۷ ه‍. خ                                                                                          | سودوا                                                                                             | ۲۹۳۰                                       | ۲۹۳۰                                                    | ۲۹۳۰                                                    | [ ۴۰ ]         |
| ۲۳ | لای لای لای ۱                                        | ؟                                                               | ملکه برومند (م-ب)                                               | ابوالحسن صبا (ویلن)، مرتضی محجوبی (پیانو)                                                                | ۱۳۱۷ ه‍. خ                                                                                          | سودوا                                                                                             | ۲۹۴۷                                       | ۲۹۴۷                                                    | ۲۹۴۷                                                    | [ ۴۰ ]         |
| ۲۴ | لای لای لای ۲                                        | ؟                                                               | ملکه برومند (م-ب)                                               | ابوالحسن صبا (ویلن)، مرتضی محجوبی (پیانو)                                                                | ۱۳۱۷ ه‍. خ                                                                                          | سودوا                                                                                             | ۲۹۴۸                                       | ۲۹۴۸                                                    | ۲۹۴۸                                                    | [ ۴۰ ]         |
| ۲۵ | رَنگ به‌رَنگ ۱                                          | ؟                                                               | جواد بدیع‌زاده                                                   | ابوالحسن صبا (ویلن)، مرتضی محجوبی (پیانو)، سامی ملاح (عود)                                               | ۱۳۱۷ ه‍. خ                                                                                          | سودوا                                                                                             | ۲۹۴۹                                       | ۲۹۴۹                                                    | ۲۹۴۹                                                    | [ ۴۰ ]         |
| ۲۶ | رَنگ به‌رَنگ ۲                                          | ؟                                                               | جواد بدیع‌زاده                                                   | ابوالحسن صبا (ویلن)، مرتضی محجوبی (پیانو)، سامی ملاح (عود)                                               | ۱۳۱۷ ه‍. خ                                                                                          | سودوا                                                                                             | ۲۹۵۰                                       | ۲۹۵۰                                                    | ۲۹۵۰                                                    | [ ۴۰ ]         |
| ۲۷ | تصنیف ابوعطا (آه سوزان)                              | ؟                                                               | جواد بدیع‌زاده                                                   | ابوالحسن صبا (ویلن)، مرتضی محجوبی (پیانو)                                                                | ۱۳۱۷ ه‍. خ                                                                                          | سودوا                                                                                             | ۲۹۶۰                                       | ۲۹۶۰                                                    | ۲۹۶۰                                                    | [ ۴۰ ]         |
| ۲۸ | دو دلداده                                            | ؟                                                               | تاج اصفهانی، م-ب                                                | ابوالحسن صبا (ویلن)، مرتضی محجوبی (پیانو)                                                                | ۱۳۱۷ ه‍. خ                                                                                          | سودوا                                                                                             | ۲۹۶۱                                       | ۲۹۶۱                                                    | ۲۹۶۱                                                    | [ ۴۰ ]         |
| ۲۹ | آواز (صدای عشق)                                      | ؟                                                               | تاج اصفهانی                                                     | ابوالحسن صبا (ویلن)، مرتضی محجوبی (پیانو)                                                                | ۱۳۱۷ ه‍. خ                                                                                          | سودوا                                                                                             | ۲۹۶۲                                       | ۲۹۶۲                                                    | ۲۹۶۲                                                    | [ ۴۰ ]         |
| ۳۰ | تصنیف آی ننه، وای ننه ۱                              | ؟                                                               | ملکه برومند (م-ب)                                               | ابوالحسن صبا (ویلن)، مرتضی محجوبی (پیانو)                                                                | ۱۳۱۷ ه‍. خ                                                                                          | سودوا                                                                                             | ۲۹۷۵                                       | ۲۹۷۵                                                    | ۲۹۷۵                                                    | [ ۴۱ ]         |
| ۳۱ | تصنیف آی ننه، وای ننه ۲                              | ؟                                                               | ملکه برومند (م-ب)                                               | ابوالحسن صبا (ویلن)، مرتضی محجوبی (پیانو)                                                                | ۱۳۱۷ ه‍. خ                                                                                          | سودوا                                                                                             | ۲۹۷۶                                       | ۲۹۷۶                                                    | ۲۹۷۶                                                    | [ ۴۱ ]         |
| ۳۲ | شب عاشق ۱                                            | ؟                                                               | ملکه برومند (م-ب)                                               | ابوالحسن صبا (ویلن)، مرتضی محجوبی (پیانو)                                                                | ۱۳۱۷ ه‍. خ                                                                                          | سودوا                                                                                             | ۲۹۷۷                                       | ۲۹۷۷                                                    | ۲۹۷۷                                                    | [ ۴۱ ]         |
| ۳۳ | شب عاشق ۲                                            | ؟                                                               | ملکه برومند (م-ب)                                               | ابوالحسن صبا (ویلن)، مرتضی محجوبی (پیانو)                                                                | ۱۳۱۷ ه‍. خ                                                                                          | سودوا                                                                                             | ۲۹۷۸                                       | ۲۹۷۸                                                    | ۲۹۷۸                                                    | [ ۴۱ ]         |
| ۳۴ | من مال تو - تو مال من ۱                              | ؟                                                               | جواد بدیع‌زاده، م-ب                                              | ابوالحسن صبا (ویلن)، مرتضی محجوبی (پیانو)                                                                | ۱۳۱۷ ه‍. خ                                                                                          | سودوا                                                                                             | ۲۹۷۹                                       | ۲۹۷۹                                                    | ۲۹۷۹                                                    | [ ۴۱ ]         |
| ۳۵ | من مال تو - تو مال من ۲                              | ؟                                                               | جواد بدیع‌زاده، م-ب                                              | ابوالحسن صبا (ویلن)، مرتضی محجوبی (پیانو)                                                                | ۱۳۱۷ ه‍. خ                                                                                          | سودوا                                                                                             | ۲۹۸۰                                       | ۲۹۸۰                                                    | ۲۹۸۰                                                    | [ ۴۱ ]         |
| ۳۶ | پیراهن شیک ۱                                         | ؟                                                               | ملکه برومند (م-ب)                                               | ابوالحسن صبا (ویلن)، مرتضی محجوبی (پیانو)                                                                | ۱۳۱۷ ه‍. خ                                                                                          | سودوا                                                                                             | ۲۹۸۷                                       | ۲۹۸۷                                                    | ۲۹۸۷                                                    | [ ۴۱ ]         |
| ۳۷ | پیراهن شیک ۲                                         | ؟                                                               | ملکه برومند (م-ب)                                               | ابوالحسن صبا (ویلن)، مرتضی محجوبی (پیانو)                                                                | ۱۳۱۷ ه‍. خ                                                                                          | سودوا                                                                                             | ۲۹۸۸                                       | ۲۹۸۸                                                    | ۲۹۸۸                                                    | [ ۴۱ ]         |
| ۳۸ | بیات طهران∗ (دعای عاشق)                              | جواد بدیع‌زاده                                                   | جواد بدیع‌زاده                                                   | ابوالحسن صبا (ویلن)، مرتضی محجوبی (پیانو)                                                                | ۱۳۱۷ ه‍. خ                                                                                          | سودوا                                                                                             | ۲۹۹۳                                       | ۲۹۹۳                                                    | ۲۹۹۳                                                    | [ ۴۱ ]         |
| ۳۹ | بیات طهران∗ (نفرین عاشق)                             | جواد بدیع‌زاده                                                   | جواد بدیع‌زاده                                                   | ابوالحسن صبا (ویلن)، مرتضی محجوبی (پیانو)                                                                | ۱۳۱۷ ه‍. خ                                                                                          | سودوا                                                                                             | ۲۹۹۴                                       | ۲۹۹۴                                                    | ۲۹۹۴                                                    | [ ۴۱ ]         |
| ۴۰ | هروایه                                               | محلی کُردی                                                       | ملکه برومند (م-ب)                                               | ابوالحسن صبا (ویلن)، مرتضی محجوبی (پیانو)                                                                | ۱۳۱۷ ه‍. خ                                                                                          | سودوا                                                                                             | ۲۰۰۷                                       | ۲۰۰۷                                                    | ۲۰۰۷                                                    | [ ۴۱ ]         |
| ۴۱ | نای دروان                                            | محلی کُردی                                                       | ملکه برومند (م-ب)                                               | ابوالحسن صبا (ویلن)، مرتضی محجوبی (پیانو)                                                                | ۱۳۱۷ ه‍. خ                                                                                          | سودوا                                                                                             | ۲۰۰۸                                       | ۲۰۰۸                                                    | ۲۰۰۸                                                    | [ ۴۱ ]         |
| ۴۲ | شکایت از مادر شوهر ۱                                 | ؟                                                               | ملکه برومند (م-ب)                                               | ابوالحسن صبا (ویلن)، مرتضی محجوبی (پیانو)                                                                | ۱۳۱۷ ه‍. خ                                                                                          | سودوا                                                                                             | ۲۰۱۳                                       | ۲۰۱۳                                                    | ۲۰۱۳                                                    | [ ۴۱ ]         |
| ۴۳ | شکایت از مادر شوهر ۲                                 | ؟                                                               | ملکه برومند (م-ب)                                               | ابوالحسن صبا (ویلن)، مرتضی محجوبی (پیانو)                                                                | ۱۳۱۷ ه‍. خ                                                                                          | سودوا                                                                                             | ۲۰۱۴                                       | ۲۰۱۴                                                    | ۲۰۱۴                                                    | [ ۴۱ ]         |
| ۴۴ | موش و گربه                                           | ؟                                                               | ملکه برومند (م-ب)                                               | ابوالحسن صبا (ویلن)، مرتضی محجوبی (پیانو)                                                                | ۱۳۱۷ ه‍. خ                                                                                          | سودوا                                                                                             | ۲۰۲۷                                       | ۲۰۲۷                                                    | ۲۰۲۷                                                    | [ ۴۱ ]         |
| ۴۵ | مرد دو زنه                                           | ؟                                                               | جواد بدیع‌زاده                                                   | ابوالحسن صبا (ویلن)، مرتضی محجوبی (پیانو)                                                                | ۱۳۱۷ ه‍. خ                                                                                          | سودوا                                                                                             | ۲۰۲۸                                       | ۲۰۲۸                                                    | ۲۰۲۸                                                    | [ ۴۱ ]         |
| دورهٔ هفتم |                                                      |                                                                 |                                                                 | |                                                                                                   |                                                                                                   |                                            |                                                         |                                                         |                |
| آثار این دوره شامل صفحه‌هایی است که در سال ۱۳۲۶ ه‍.ش توسط کمپانی هیزمسترزویس انگلستان در تهران تولید شده‌اند. در این دوره آخرین آثار ضبط شدهٔ صبا بر روی صفحه‌های گرامافون «۷۸ دور» به یادگار باقی مانده‌است. قطعات موسیقی این مجموعه همراه با «ارکستر معروفی» که منتخبی از اعضای انجمن موسیقی ملی بودند و صبا به‌عنوان نوازندهٔ ویلن اول، به خوانندگی غلامحسین بنان، اسماعیل ادیب خوانساری، مرتضی احمدی و دلربا اجرا شده‌است. قطعات «دیلمان» (با آواز بنان) و «رقص چوبی» در این دوره ضبط شدند. صفحه‌های این دوره در اندازهٔ ۲۵ سانتی‌متری با مدت زمان حدود ۳ دقیقه تولید شده‌اند. |                                                      |                                                                 |                                                                 | |                                                                                                   |                                                                                                   |                                            |                                                         |                                                         |                |
| شماره | نام قطعه                                             | آهنگساز                                                         | خواننده                                                         | نوازندگان                                                                                                | سال ضبط                                                                                           | کمپانی                                                                                            | شماره کاتالوگ صفحه/شماره قالب              | شماره کاتالوگ صفحه/شماره قالب                           | شماره کاتالوگ صفحه/شماره قالب                           | منبع           |
| ۱ | شلیل                                                 | محلی بختیاری                                                    | ادیب خوانساری                                                   | ارکستر معروفی (ویلن اول: صبا)                                                                            | ۱۳۲۶ ه‍. خ                                                                                          | هیزمسترزویس                                                                                       | OHB ۱۰۱۰                                   | OHB ۱۰۱۰                                                | OHB ۱۰۱۰                                                | [ ۴۲ ]         |
| ۲ | خون دل                                               | محلی بختیاری                                                    | ادیب خوانساری                                                   | ارکستر معروفی (ویلن اول: صبا)                                                                            | ۱۳۲۶ ه‍. خ                                                                                          | هیزمسترزویس                                                                                       | OHB ۱۰۱۹                                   | OHB ۱۰۱۹                                                | OHB ۱۰۱۹                                                | [ ۴۲ ]         |
| ۳ | شکار رفتن خانم‌ها                                     | ؟                                                               | مرتضی احمدی                                                     | ارکستر معروفی (ویلن اول: صبا)                                                                            | ۱۳۲۶ ه‍. خ                                                                                          | هیزمسترزویس                                                                                       | OHB ۱۰۲۰                                   | OHB ۱۰۲۰                                                | OHB ۱۰۲۰                                                | [ ۴۲ ]         |
| ۴ | عاشق لات                                             | ؟                                                               | مرتضی احمدی                                                     | ارکستر معروفی (ویلن اول: صبا)                                                                            | ۱۳۲۶ ه‍. خ                                                                                          | هیزمسترزویس                                                                                       | OHB ۱۰۲۳                                   | OHB ۱۰۲۳                                                | OHB ۱۰۲۳                                                | [ ۴۳ ]         |
| ۵ | مستم مستم                                            | ؟                                                               | دستهٔ هنردوستان                                                  | ارکستر معروفی (ویلن اول: صبا)                                                                            | ۱۳۲۶ ه‍. خ                                                                                          | هیزمسترزویس                                                                                       | OHB ۱۰۲۹                                   | OHB ۱۰۲۹                                                | OHB ۱۰۲۹                                                | [ ۴۳ ]         |
| ۶ | هروای                                                | محلی کردی                                                       | دستهٔ هنردوستان                                                  | ارکستر معروفی (ویلن اول: صبا)                                                                            | ۱۳۲۶ ه‍. خ                                                                                          | هیزمسترزویس                                                                                       | OHB ۱۰۳۰                                   | OHB ۱۰۳۰                                                | OHB ۱۰۳۰                                                | [ ۴۳ ]         |
| ۷ | گان گان                                              | ؟                                                               | دستهٔ هنردوستان                                                  | ارکستر معروفی (ویلن اول: صبا)                                                                            | ۱۳۲۶ ه‍. خ                                                                                          | هیزمسترزویس                                                                                       | OHB ۱۰۳۱                                   | OHB ۱۰۳۱                                                | OHB ۱۰۳۱                                                | [ ۴۳ ]         |
| ۸ | گوهری                                                | ؟                                                               | دستهٔ هنردوستان                                                  | ارکستر معروفی (ویلن اول: صبا)                                                                            | ۱۳۲۶ ه‍. خ                                                                                          | هیزمسترزویس                                                                                       | OHB ۱۰۳۲                                   | OHB ۱۰۳۲                                                | OHB ۱۰۳۲                                                | [ ۴۳ ]         |
| ۹ | جاهل معرفت‌دار                                        | ؟                                                               | مرتضی احمدی                                                     | ارکستر معروفی (ویلن اول: صبا)                                                                            | ۱۳۲۶ ه‍. خ                                                                                          | هیزمسترزویس                                                                                       | OHB ۱۰۳۹                                   | OHB ۱۰۳۹                                                | OHB ۱۰۳۹                                                | [ ۴۳ ]         |
| ۱۰ | افرا چشمه بهشهر ۱                                    | ؟                                                               | دلربا (بتول خرمی، فتانه)                                        | ارکستر معروفی (ویلن اول: صبا)                                                                            | ۱۳۲۶ ه‍. خ                                                                                          | هیزمسترزویس                                                                                       | OHB ۱۰۴۰                                   | OHB ۱۰۴۰                                                | OHB ۱۰۴۰                                                | [ ۴۳ ]         |
| ۱۱ | سوز هجران                                            | ؟                                                               | غلامحسین بنان                                                   | ارکستر معروفی (ویلن اول: صبا)                                                                            | ۱۳۲۶ ه‍. خ                                                                                          | هیزمسترزویس                                                                                       | OHB ۱۰۴۶                                   | OHB ۱۰۴۶                                                | OHB ۱۰۴۶                                                | [ ۴۳ ]         |
| ۱۲ | غم عشق                                               | ؟                                                               | غلامحسین بنان                                                   | ارکستر معروفی (ویلن اول: صبا)                                                                            | ۱۳۲۶ ه‍. خ                                                                                          | هیزمسترزویس                                                                                       | OHB ۱۰۴۹                                   | OHB ۱۰۴۹                                                | OHB ۱۰۴۹                                                | [ ۴۳ ]         |
| ۱۳ | کتانه کتانه                                          | ؟                                                               | دستهٔ هنردوستان                                                  | ارکستر معروفی (ویلن اول: صبا)                                                                            | ۱۳۲۶ ه‍. خ                                                                                          | هیزمسترزویس                                                                                       | OHB ۱۰۵۰                                   | OHB ۱۰۵۰                                                | OHB ۱۰۵۰                                                | [ ۴۳ ]         |
| ۱۴ | گلپری جون ۱                                          | ؟                                                               | مرتضی احمدی                                                     | ارکستر معروفی (ویلن اول: صبا)                                                                            | ۱۳۲۶ ه‍. خ                                                                                          | هیزمسترزویس                                                                                       | OHB ۱۰۸۲                                   | OHB ۱۰۸۲                                                | OHB ۱۰۸۲                                                | [ ۴۳ ]         |
| ۱۵ | گلپری جون ۲                                          | ؟                                                               | مرتضی احمدی                                                     | ارکستر معروفی (ویلن اول: صبا)                                                                            | ۱۳۲۶ ه‍. خ                                                                                          | هیزمسترزویس                                                                                       | OHB ۱۰۸۳                                   | OHB ۱۰۸۳                                                | OHB ۱۰۸۳                                                | [ ۴۳ ]         |
| ۱۶ | دشتی (دیلمان)                                        | محلی گیلکی                                                      | غلامحسین بنان                                                   | ارکستر معروفی (ویلن اول: صبا)                                                                            | ۱۳۲۶ ه‍. خ                                                                                          | هیزمسترزویس                                                                                       | OHB ۱۱۴۹                                   | OHB ۱۱۴۹                                                | OHB ۱۱۴۹                                                | [ ۴۳ ]         |
| ۱۷ | رقص چوبی                                             | محلی قاسم‌آبادی                                                  | بدون کلام                                                       | ارکستر معروفی (ویلن اول: صبا)                                                                            | ۱۳۲۶ ه‍. خ                                                                                          | هیزمسترزویس                                                                                       | OHB ۱۱۵۳                                   | OHB ۱۱۵۳                                                | OHB ۱۱۵۳                                                | [ ۴۳ ]         |
| ۱۸ | افرا چشمه بهشهر ۲                                    | ؟                                                               | دلربا (بتول خرمی، فتانه)                                        | ارکستر معروفی (ویلن اول: صبا)                                                                            | ۱۳۲۶ ه‍. خ                                                                                          | هیزمسترزویس                                                                                       | OHB ۱۱۸۸                                   | OHB ۱۱۸۸                                                | OHB ۱۱۸۸                                                | [ ۴۳ ]         |

## سایر آثار صبا

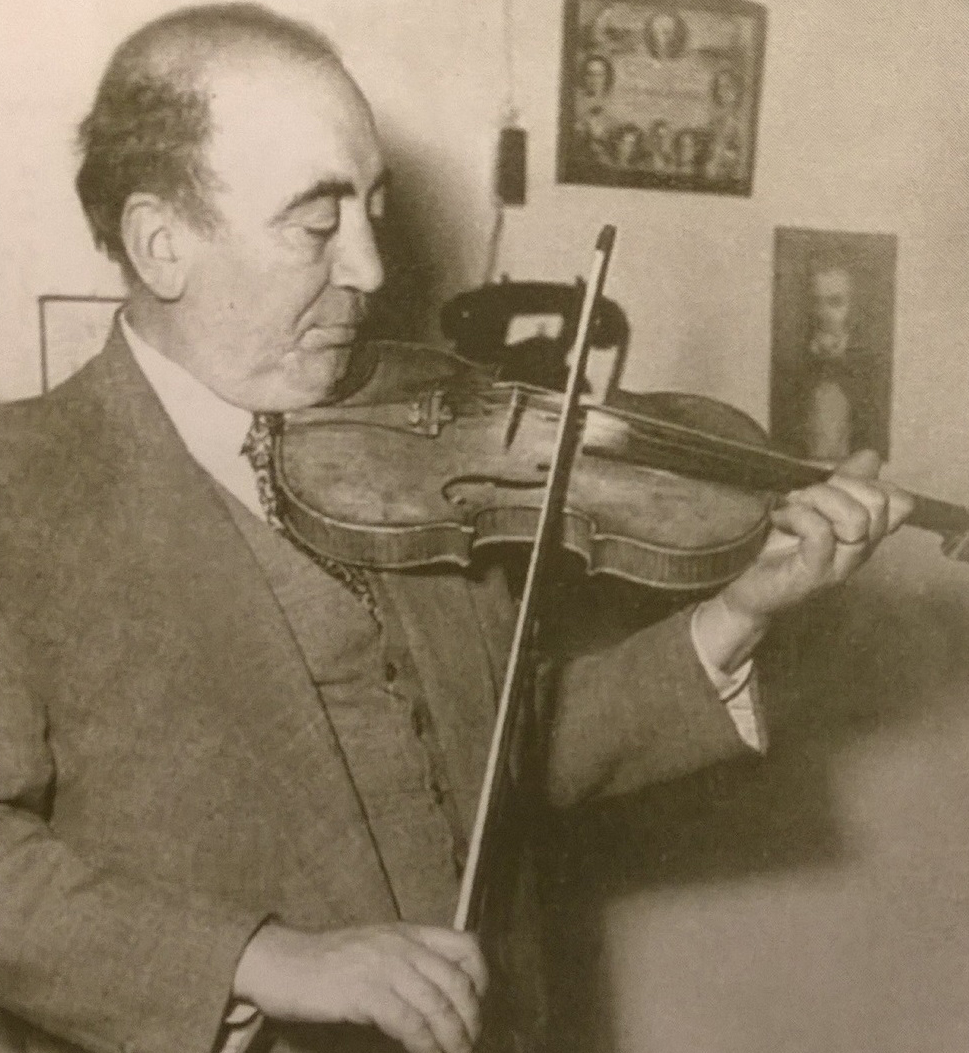
ابوالحسن صبا در حال نواختن ویلن

از سال ۱۳۲۶، اثری از ضبط صفحه‌های موسیقی صبا یافت نشده‌است. دستگاه‌های ضبط و پخش نوار مغناطیسی به تدریج از سال ۱۳۳۰ رواج پیدا کردند و به دلیل امکانات بیشترشان، جای گرامافون را گرفتند. صبا در این دوره بیشتر تمایل به حضور در جمع‌های دوستانه و خصوصی پیدا کرده بود، به همین سبب غیر از ویلن‌نوازی، آثاری با سه‌تار و آوازش نیز روی نوار ضبط شده‌است.
ابوالحسن صبا از زمان تأسیس رادیو تا پایان زندگی‌اش با این سازمان همکاری داشت و در برنامه‌های مختلف به عنوان تکنواز، همنواز، تنظیم‌کننده و سرپرست ارکستر حضور داشت. با این‌حال به علت عدم امکانات ضبط، اجرای برنامه‌ها به صورت زنده انجام می‌شد و تا پیش از دههٔ ۱۳۳۰، اثر ضبط شده‌ای از آثار صبا در رادیو وجود ندارد. تاریخ آخرین ضبط یافت شده از صبا، ۱۰ روز پیش از درگذشتش، ۱۹ آذر ۱۳۳۶ است.
آثار صوتیِ صبا که بر روی نوارهای مغناطیسی باقی مانده‌اند را می‌توان به دو بخش طبقه‌بندی کرد؛ آثار ضبط خصوصی در خانهٔ دوستانش ضبط شده‌اند، و آثار اجرا شده در برنامه‌های رادیویی که بین سال‌های ۱۳۳۲ تا ۱۳۳۶ ضبط شده‌اند.
| سایر آثار صبا    | سایر آثار صبا              | سایر آثار صبا                                             | سایر آثار صبا | سایر آثار صبا | سایر آثار صبا    | سایر آثار صبا  |
| آثار ضبط خصوصی   | آثار ضبط خصوصی             | آثار ضبط خصوصی                                            | آثار ضبط خصوصی | آثار ضبط خصوصی | آثار ضبط خصوصی   | آثار ضبط خصوصی |
| شماره            | عنوان                      | خواننده                                                   | توضیحات | توضیحات | سال انتشار       | منبع           |
| ---------------- | -------------------------- | --------------------------------------------------------- | --- | --- | ---------------- | -------------- |
| ۱                | آثار بدون عنوان            | بدون کلام، ابوالحسن صبا                                   | صبا این آثار را با سه‌تار، ویلن یا آواز اجرا کرده‌است. بیشتر این آثار با تمبک‌نوازی حسین تهرانی همراهی شده‌است. | صبا این آثار را با سه‌تار، ویلن یا آواز اجرا کرده‌است. بیشتر این آثار با تمبک‌نوازی حسین تهرانی همراهی شده‌است. | ۱۳۳۲ تا ۱۳۳۶ ه‍. خ | [ ۴۷ ]         |
| ۲                | آثار بدون عنوان            | حسین قوامی                                                | صبا این آثار را با کمانچه نواخته‌است. | صبا این آثار را با کمانچه نواخته‌است. | ۱۳۳۲ تا ۱۳۳۶ ه‍. خ | [ ۴۷ ]         |
| ۳                | اجرا در مایهٔ بیات اصفهان   | علی‌محمد قاضی عسگر                                         | قاضی عسگر از خوانندگان سرشناس اصفهان بود. | قاضی عسگر از خوانندگان سرشناس اصفهان بود. | ۱۳۳۲ تا ۱۳۳۶ ه‍. خ | [ ۴۷ ]         |
| ۴                | اجرا در دستگاه سه‌گاه       | علی مستوفیان                                              | در این اجرا علی تجویدی با تمبک، صبا را همراهی کرده‌است. | در این اجرا علی تجویدی با تمبک، صبا را همراهی کرده‌است. | ۱۳۳۲ تا ۱۳۳۶ ه‍. خ | [ ۴۷ ]         |
| ۵                | آثار بدون عنوان            | ادیب خوانساری، خاطره پروانه، منوچهر همایون‌پور و آذر عظیما | صبا در این اجراها گاهی با سه‌تار و گاهی با ویلن نواخته‌است. | صبا در این اجراها گاهی با سه‌تار و گاهی با ویلن نواخته‌است. | ۱۳۳۲ تا ۱۳۳۶ ه‍. خ | [ ۴۷ ]         |
| ۶                | ویلن‌نوازی‌های خصوصی         | بدون کلام                                                 | این آثار در دستگاه‌ها و آوازهای چهارگاه، همایون، ماهور، دشتی، سه‌گاه، راست‌پنجگاه، نوا، افشاری، بیات ترک، ابوعطا، شور، بیات اصفهان، شوشتری و گوشهٔ منصوری اجرا شده‌است. | | ۱۳۳۲ تا ۱۳۳۶ ه‍. خ | [ ۴۷ ]         |
| ۷                | سه‌تارنوازی‌های خصوصی        | بدون کلام                                                 | صبا در این اجراها در مایه‌های چهارگاه، بیات اصفهان، ماهور، نوا، ابوعطا، افشاری و شور نواخته‌است. | صبا در این اجراها در مایه‌های چهارگاه، بیات اصفهان، ماهور، نوا، ابوعطا، افشاری و شور نواخته‌است. | ۱۳۳۲ تا ۱۳۳۶ ه‍. خ | [ ۴۷ ]         |
| آثار ضبط رادیویی |                            |                                                           | | |                  |                |
| شماره            | عنوان                      | خواننده                                                   | توضیحات | توضیحات | سال انتشار       | منبع           |
| ۱                | تک‌نوازی‌ها                  | بدون کلام                                                 | بخشی از این اجراها شامل تک‌نوازی‌های ۱۵ دقیقه‌ای هستند. | بخشی از این اجراها شامل تک‌نوازی‌های ۱۵ دقیقه‌ای هستند. | ۱۳۳۲ تا ۱۳۳۶ ه‍. خ | [ ۴۸ ]         |
| ۲                | هم‌نوازی‌ها                  | بدون کلام                                                 | در این اجراها صبا و فرامرز پایور هم‌نوازی کرده‌اند. یکی از این هم‌نوازی‌ها در دستگاه شور است که در ابتدای آن گفتگوی کوتاهی نیز با صبا انجام شده‌است. | در این اجراها صبا و فرامرز پایور هم‌نوازی کرده‌اند. یکی از این هم‌نوازی‌ها در دستگاه شور است که در ابتدای آن گفتگوی کوتاهی نیز با صبا انجام شده‌است. | ۱۳۳۲ تا ۱۳۳۶ ه‍. خ | [ ۴۸ ]         |
| ۳                | یک‌شاخه گل (برنامهٔ شماره ۱) | آذر عظیما                                                 | از مجموعه برنامه‌های گل‌ها، با کوشش داوود پیرنیا، همراه با ویلن صبا و سنتور پایور | از مجموعه برنامه‌های گل‌ها، با کوشش داوود پیرنیا، همراه با ویلن صبا و سنتور پایور | ۱۳۳۲ تا ۱۳۳۶ ه‍. خ | [ ۴۸ ]         |
| ۴                | گل‌های رنگارنگ              | عبدالعلی وزیری، غلامحسین بنان، مرضیه                      | برنامه‌های شمارهٔ ۱۰۷، ۱۰۹، ۱۱۸، ۱۲۵، ۱۳۴، ۱۳۶، ۱۵۵ و ۱۷۲ که صبا به عنوان تکنواز، همنواز، تنظیم‌کننده یا سرپرست ارکستر گل‌ها حضور داشته‌است. برنامهٔ شماره ۱۷۲، آخرین حضور و اجرای صبا در برنامهٔ «گل‌های رنگارنگ» پیش از درگذشتش بوده‌است. در این برنامه تصنیف «ای امید دل من کجایی» با آهنگسازی پرویز یاحقی و خوانندگی غلامحسین بنان در دستگاه شور ضبط شده‌است.        | برنامه‌های شمارهٔ ۱۰۷، ۱۰۹، ۱۱۸، ۱۲۵، ۱۳۴، ۱۳۶، ۱۵۵ و ۱۷۲ که صبا به عنوان تکنواز، همنواز، تنظیم‌کننده یا سرپرست ارکستر گل‌ها حضور داشته‌است. برنامهٔ شماره ۱۷۲، آخرین حضور و اجرای صبا در برنامهٔ «گل‌های رنگارنگ» پیش از درگذشتش بوده‌است. در این برنامه تصنیف «ای امید دل من کجایی» با آهنگسازی پرویز یاحقی و خوانندگی غلامحسین بنان در دستگاه شور ضبط شده‌است.        | ۱۳۳۲ تا ۱۳۳۶ ه‍. خ | [ ۴۹ ]         |
| ۵                | نغمهٔ ضربی در دشتی          | نامشخص                                                    | این نغمه‌های ضربی آثاری هستند که ابوالحسن صبا به درخواست داوود پیرنیا برای برنامهٔ گل‌های جاویدان ساخته‌است. صبا این نغمه‌ها را به ترتیب بر روی شعر وحشی بافقی (روزگاری من و دل ساکن کویی بودیم)، شعر شیخ بهایی (زلف و کاکل او را چون به‌یاد می‌آرم)، غزلی از مولوی (کس نیست چنین عاشق بیچاره که ماییم)، شعری از فخرالدین عراقی و شعری از صفی‌علیشاه آهنگسازی کرده‌است. | این نغمه‌های ضربی آثاری هستند که ابوالحسن صبا به درخواست داوود پیرنیا برای برنامهٔ گل‌های جاویدان ساخته‌است. صبا این نغمه‌ها را به ترتیب بر روی شعر وحشی بافقی (روزگاری من و دل ساکن کویی بودیم)، شعر شیخ بهایی (زلف و کاکل او را چون به‌یاد می‌آرم)، غزلی از مولوی (کس نیست چنین عاشق بیچاره که ماییم)، شعری از فخرالدین عراقی و شعری از صفی‌علیشاه آهنگسازی کرده‌است. | ۱۳۳۲ تا ۱۳۳۶ ه‍. خ | [ ۵۰ ]         |
| ۶                | نغمهٔ ضربی در سه‌گاه         | نامشخص                                                    | این نغمه‌های ضربی آثاری هستند که ابوالحسن صبا به درخواست داوود پیرنیا برای برنامهٔ گل‌های جاویدان ساخته‌است. صبا این نغمه‌ها را به ترتیب بر روی شعر وحشی بافقی (روزگاری من و دل ساکن کویی بودیم)، شعر شیخ بهایی (زلف و کاکل او را چون به‌یاد می‌آرم)، غزلی از مولوی (کس نیست چنین عاشق بیچاره که ماییم)، شعری از فخرالدین عراقی و شعری از صفی‌علیشاه آهنگسازی کرده‌است. | این نغمه‌های ضربی آثاری هستند که ابوالحسن صبا به درخواست داوود پیرنیا برای برنامهٔ گل‌های جاویدان ساخته‌است. صبا این نغمه‌ها را به ترتیب بر روی شعر وحشی بافقی (روزگاری من و دل ساکن کویی بودیم)، شعر شیخ بهایی (زلف و کاکل او را چون به‌یاد می‌آرم)، غزلی از مولوی (کس نیست چنین عاشق بیچاره که ماییم)، شعری از فخرالدین عراقی و شعری از صفی‌علیشاه آهنگسازی کرده‌است. | ۱۳۳۲ تا ۱۳۳۶ ه‍. خ | [ ۵۰ ]         |
| ۷                | نغمهٔ ضربی در همایون        | نامشخص                                                    | این نغمه‌های ضربی آثاری هستند که ابوالحسن صبا به درخواست داوود پیرنیا برای برنامهٔ گل‌های جاویدان ساخته‌است. صبا این نغمه‌ها را به ترتیب بر روی شعر وحشی بافقی (روزگاری من و دل ساکن کویی بودیم)، شعر شیخ بهایی (زلف و کاکل او را چون به‌یاد می‌آرم)، غزلی از مولوی (کس نیست چنین عاشق بیچاره که ماییم)، شعری از فخرالدین عراقی و شعری از صفی‌علیشاه آهنگسازی کرده‌است. | این نغمه‌های ضربی آثاری هستند که ابوالحسن صبا به درخواست داوود پیرنیا برای برنامهٔ گل‌های جاویدان ساخته‌است. صبا این نغمه‌ها را به ترتیب بر روی شعر وحشی بافقی (روزگاری من و دل ساکن کویی بودیم)، شعر شیخ بهایی (زلف و کاکل او را چون به‌یاد می‌آرم)، غزلی از مولوی (کس نیست چنین عاشق بیچاره که ماییم)، شعری از فخرالدین عراقی و شعری از صفی‌علیشاه آهنگسازی کرده‌است. | ۱۳۳۲ تا ۱۳۳۶ ه‍. خ | [ ۵۰ ]         |
| ۸                | نغمهٔ ضربی در چهارگاه       | نامشخص                                                    | این نغمه‌های ضربی آثاری هستند که ابوالحسن صبا به درخواست داوود پیرنیا برای برنامهٔ گل‌های جاویدان ساخته‌است. صبا این نغمه‌ها را به ترتیب بر روی شعر وحشی بافقی (روزگاری من و دل ساکن کویی بودیم)، شعر شیخ بهایی (زلف و کاکل او را چون به‌یاد می‌آرم)، غزلی از مولوی (کس نیست چنین عاشق بیچاره که ماییم)، شعری از فخرالدین عراقی و شعری از صفی‌علیشاه آهنگسازی کرده‌است. | این نغمه‌های ضربی آثاری هستند که ابوالحسن صبا به درخواست داوود پیرنیا برای برنامهٔ گل‌های جاویدان ساخته‌است. صبا این نغمه‌ها را به ترتیب بر روی شعر وحشی بافقی (روزگاری من و دل ساکن کویی بودیم)، شعر شیخ بهایی (زلف و کاکل او را چون به‌یاد می‌آرم)، غزلی از مولوی (کس نیست چنین عاشق بیچاره که ماییم)، شعری از فخرالدین عراقی و شعری از صفی‌علیشاه آهنگسازی کرده‌است. | ۱۳۳۲ تا ۱۳۳۶ ه‍. خ | [ ۵۰ ]         |
| ۹                | نغمهٔ ضربی بر روی مخمس      | نامشخص                                                    | این نغمه‌های ضربی آثاری هستند که ابوالحسن صبا به درخواست داوود پیرنیا برای برنامهٔ گل‌های جاویدان ساخته‌است. صبا این نغمه‌ها را به ترتیب بر روی شعر وحشی بافقی (روزگاری من و دل ساکن کویی بودیم)، شعر شیخ بهایی (زلف و کاکل او را چون به‌یاد می‌آرم)، غزلی از مولوی (کس نیست چنین عاشق بیچاره که ماییم)، شعری از فخرالدین عراقی و شعری از صفی‌علیشاه آهنگسازی کرده‌است. | این نغمه‌های ضربی آثاری هستند که ابوالحسن صبا به درخواست داوود پیرنیا برای برنامهٔ گل‌های جاویدان ساخته‌است. صبا این نغمه‌ها را به ترتیب بر روی شعر وحشی بافقی (روزگاری من و دل ساکن کویی بودیم)، شعر شیخ بهایی (زلف و کاکل او را چون به‌یاد می‌آرم)، غزلی از مولوی (کس نیست چنین عاشق بیچاره که ماییم)، شعری از فخرالدین عراقی و شعری از صفی‌علیشاه آهنگسازی کرده‌است. | ۱۳۳۲ تا ۱۳۳۶ ه‍. خ | [ ۵۰ ]         |

#### آثار ضبط رادیویی

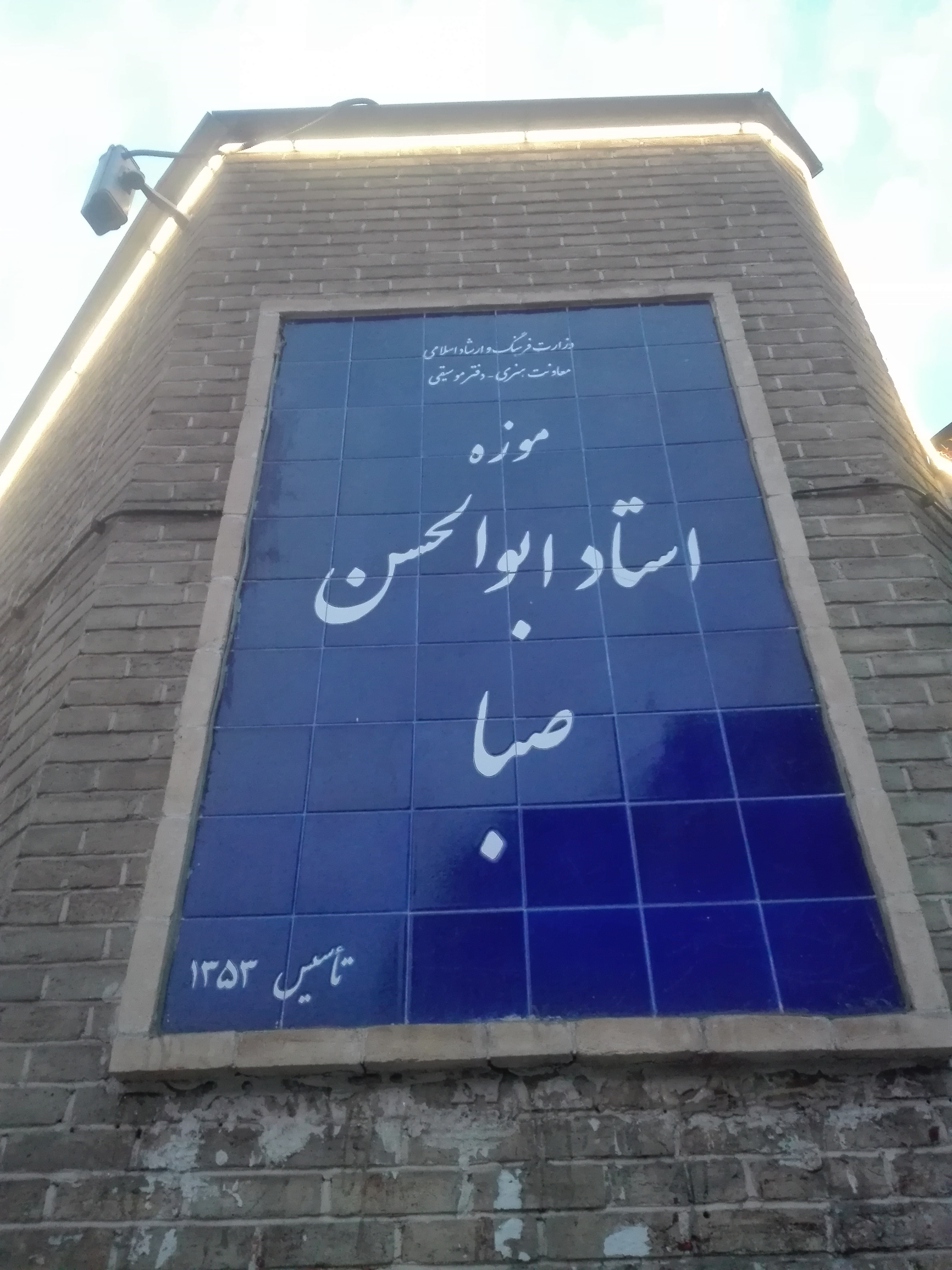
موزهٔ ابوالحسن صبا

#### پس از درگذشت
پس از درگذشت صبا، نمونه‌هایی از نواخته‌های او بازتولید و منتشر شد. از آن میان می‌توان به یک صفحهٔ ۴۵ دور با عنوان و برچسب «اختصاصی» اشاره کرد. این صفحه اجرایی از چهارمضراب «زنگ شتر» را دربَر دارد که در سال‌های ابتدایی دههٔ ۱۳۴۰، احتمالاً توسط کمپانی مونوگرام تولید شده‌است. یک صفحهٔ ۳۳ دور با قُطر ۲۵ سانتی‌متر و مدت زمان ۳۰ دقیقه نیز در حدود سال ۱۳۴۰ منتشر شد که در آن اجرایی از قطعهٔ «مشتاق و پریشان» در آواز ابوعطا، اثر علینقی وزیری و خوانندگی غلامحسین بنان، همراه با جواب آواز صبا شنیده می‌شود. آخرین اثر شنیداری مرتبط با ابوالحسن صبا، صفحهٔ ۳۳ دورِ دیگری با قُطر ۲۵ سانتی‌متر و مدت زمان ۳۰ دقیقه است که در سال ۱۳۵۲ توسط کانون پرورش فکری کودکان و نوجوانان تهیه و تولید شده‌است. این اثر به زندگی و آثار هنری صبا اختصاص دارد و شامل نمونه‌هایی از ویلن‌نوازی، سه‌تارنوازی گفتگو و برخی اسناد صوتی صبا، همراه با گویندگی فیروزه امیرمعز است.

#### آثار منتشر نشده
از ابوالحسن صبا آثار مکتوب یا شنیداریِ بسیاری وجود دارد که هنوز منتشر نشده‌اند. برخی از این آثار نزد شاگردان او مانده‌است. حسینعلی ملاح در مقالهٔ صبا و آثار او، در مورد کتاب دستور ضرب (تمبک) صبا نوشته که آمادهٔ چاپ بوده اما به انتشار نرسیده‌است. او همچنین از گردآوری ردیف کامل آوازهای ایرانی توسط صبا خبر داده که آن‌هم منتشر نشده‌است. جدای از این موارد، حسینعلی ملاح از وجود نوارهایی شامل نواخته‌های ویلن، سه‌تار، سنتور، تار و آوازِ ابوالحسن صبا خبر داده‌است که در صداخانهٔ ادارهٔ کل هنرهای زیبا، هنرستان موسیقی ملی، ادارهٔ رادیو و برخی نزد دوستان و همکارانِ صبا نگهداری می‌شوند. صبا کتابی نیز در ارتباط با «شناسایی سازهای ایرانی و تاریخچهٔ پیدایش هریک از آنان» نوشته بوده‌است.

## یادداشت
1. ↑  این صفحه نخستین اجرای ترانهٔ مشهور «شد خزان» با آهنگِ جواد بدیع‌زاده و شعر رهی معیری است. بدیع‌زاده در سفری که در سال ۱۳۱۶ به برلین داشت، این ترانه را به همراه تارِ «ساتری» و ارکستر آلمانی اجرا و ضبط کرد که اجرای دوم بیشتر شنیده شده‌است.[۳۴]

## یادکردها
1. 1 2 3 4 5 6  «مروری بر آثار ضبط شده از ابوالحسن صبا». مکتب صبا.
2. ↑  «مروری بر آثار ضبط شده از ابوالحسن صبا». مکتب صبا. بایگانی‌شده از اصلی در ۱۶ مه ۲۰۲۱. دریافت‌شده در ۱۰ نوامبر ۲۰۲۱.
3. ↑  توکلی، صبا به روایت سه‌تارش، ۶۹.
4. ↑  دهباشی، اسطورهٔ صبا، ۶۲۹.
5. ↑  دهباشی، اسطورهٔ صبا، ۶۳۰.
6. ↑  بدیعی، رحمت‌الله (۱۳۹۵). دوره عالی ویولن: ردیف استاد ابوالحسن صبا. تهران: سرود. شابک ۹۷۹۰۸۰۲۶۲۵۰۷۵.
7. ↑  دهباشی، اسطورهٔ صبا، ۱۴.
8. ↑  دهباشی، اسطورهٔ صبا، ۱۵.
9. ↑  دهباشی، اسطورهٔ صبا، ۶۳۱.
10. ↑  دهباشی، اسطورهٔ صبا، ۶۳۲.
11. ↑  میرعلینقی، علیرضا. «سنگ صبا». نورمگز. مجلهٔ مقام موسیقایی، دی ۱۳۸۱، شماره ۱۸، صفحه ۳۹.
12. ↑  دهباشی، اسطورهٔ صبا، ۶۳۳.
13. ↑  علی، شهاب. «یادی از ابوالحسن صبا». کلک آذر ۱۳۶۹، شماره ۹، صفحهٔ ۱۳۹، به واسطهٔ نورمگز.
14. ↑  نظری‌جو، تصنیف‌های ابوالحسن صبا، ۱۵.
15. ↑  نظری‌جو، تصنیف‌های ابوالحسن صبا، ۱۸.
16. ↑  نظری‌جو، تصنیف‌های ابوالحسن صبا، ۲۲.
17. ↑  نظری‌جو، تصنیف‌های ابوالحسن صبا، ۲۵.
18. ↑  نظری‌جو، تصنیف‌های ابوالحسن صبا، ۲۹.
19. ↑  نظری‌جو، تصنیف‌های ابوالحسن صبا، ۳۲.
20. ↑  نظری‌جو، تصنیف‌های ابوالحسن صبا، ۳۵.
21. ↑  نظری‌جو، تصنیف‌های ابوالحسن صبا، ۳۸.
22. ↑  نظری‌جو، تصنیف‌های ابوالحسن صبا، ۴۱.
23. ↑  دهباشی، اسطورهٔ صبا، ۵۹۲.
24. ↑  «مروری بر آثار ضبط شده از ابوالحسن صبا». مکتب صبا.
25. ↑  دهباشی، اسطورهٔ صبا، ۵۹۴.
26. ↑  دهباشی، اسطورهٔ صبا، ۵۹۵.
27. ↑  دهباشی، اسطورهٔ صبا، ۵۹۶.
28. ↑  دهباشی، اسطورهٔ صبا، ۵۹۷.
29. ↑  دهباشی، اسطورهٔ صبا، ۶۰۰.
30. ↑  دهباشی، اسطورهٔ صبا، ۶۰۱.
31. ↑  دهباشی، اسطورهٔ صبا، ۶۰۴.
32. ↑  دهباشی، اسطورهٔ صبا، ۶۰۶.
33. ↑  دهباشی، اسطورهٔ صبا، ۶۰۷.
34. ↑  دهباشی، اسطورهٔ صبا، ۶۰۷.
35. ↑  دهباشی، اسطورهٔ صبا، ۶۰۸.
36. ↑  دهباشی، اسطورهٔ صبا، ۶۱۱.
37. ↑  دهباشی، اسطورهٔ صبا، ۶۱۲.
38. ↑  دهباشی، اسطورهٔ صبا، ۶۱۲.
39. ↑  مبصری، بهروز. «دربارهٔ ملکه برومند». گفتگوی هارمونیک.
40. ↑  دهباشی، اسطورهٔ صبا، ۶۱۲.
41. ↑  دهباشی، اسطورهٔ صبا، ۶۱۳.
42. ↑  دهباشی، اسطورهٔ صبا، ۶۱۵.
43. ↑  دهباشی، اسطورهٔ صبا، ۶۱۶.
44. 1 2  دهباشی، اسطورهٔ صبا، ۶۱۸.
45. ↑  ««ابوالحسن صبا»؛ خورشید موسیقی‌دانان ایرانی». پایگاه خبری آفتاب. ۲۳ شهریور ۱۳۹۳. بایگانی‌شده از اصلی در ۲۳ مه ۲۰۲۱. دریافت‌شده در ۱۰ نوامبر ۲۰۲۱.
46. ↑  دهباشی، اسطورهٔ صبا، ۶۱۷.
47. ↑  دهباشی، اسطورهٔ صبا، ۶۱۸.
48. ↑  دهباشی، اسطورهٔ صبا، ۶۱۸.
49. 1 2  ««ابوالحسن صبا»؛ خورشید موسیقی‌دانان ایرانی». پایگاه خبری آفتاب. ۲۳ شهریور ۱۳۹۳. بایگانی‌شده از اصلی در ۲۳ مه ۲۰۲۱. دریافت‌شده در ۱۰ نوامبر ۲۰۲۱.
50. ↑  دهباشی، اسطورهٔ صبا، ۶۳۵.
51. ↑  دهباشی، اسطورهٔ صبا، ۶۳۶.
52. ↑  مستشاری، محمود (بهمن ۱۳۳۶). «صبا که بود و چه کرد». مجله موسیقی، از طریق کتاب اسطورهٔ صبا. ۳ (۱۸).